# Fernwärme

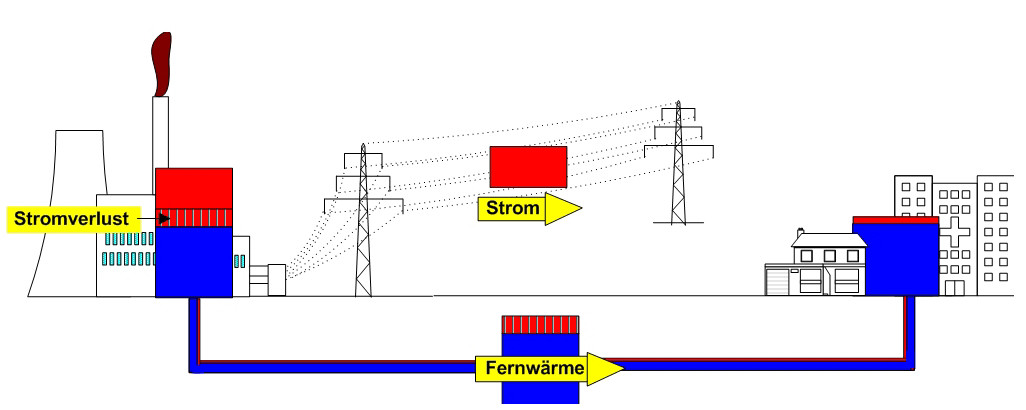
Thermodynamisches Prinzip der Fernwärme

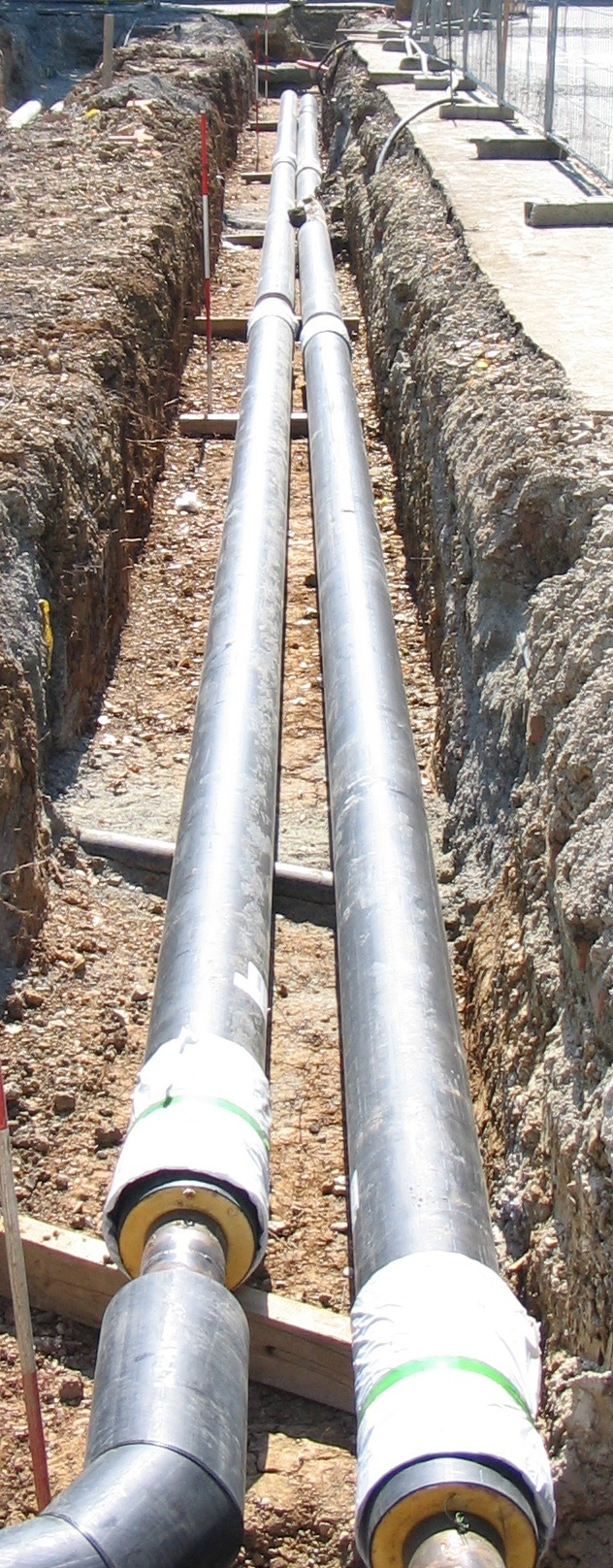
Fernwärmeleitung aus Kunststoffmantel-Verbundrohr

Als Fernwärme oder Fernheizung wird eine Wärmelieferung zur Versorgung von Gebäuden mit Raumwärme und Wärme für Warmwasser bezeichnet. Der Transport der thermischen Energie erfolgt in einem wärmegedämmten Rohrsystem, einem sogenannten Wärmenetz, das üblicherweise erdverlegt ist; teilweise werden jedoch auch Freileitungen verwendet. Fernwärme versorgt vor allem Wohngebäude neben Raumwärme auch mit Warmwasser, indem die Wärme vom Erzeuger oder der Sammelstelle zu den Verbrauchern geleitet wird. Bei der örtlichen Erschließung einzelner Gebäude, Gebäudeteile oder kleiner Wohnsiedlungen mit eigener Wärmeerzeugung spricht man auch von Nahwärme. Mit Stand 2013 existierten weltweit ca. 80.000 Fernwärmesysteme, davon ca. 6.000 in Europa.
Als Wärmelieferanten in Fernwärmenetzen dienen häufig mit fossilen Brennstoffen, Biomasse oder Müll befeuerte Heizkraftwerke und Blockheizkraftwerke. Diese werden in Kraft-Wärme-Kopplung betrieben und können auf diese Weise Brennstoffeinsparungen gegenüber einer separaten Strom- und Wärmeerzeugung erzielen. Zudem wird gelegentlich auch Abwärme aus Industrieprozessen, geothermische Energie, solarthermische Energie (Solare Fernwärme) und mittels Großwärmepumpen nutzbar gemachte Umweltwärme in Fernwärmesysteme eingespeist. Fernwärmetechnologien werden konstant weiterentwickelt. So geht z. B. in Europa der Trend zu nachhaltigeren Fernwärmesystemen mit höherem Anteil an erneuerbaren Energiequellen, weniger Einsatz fossiler Energieträger, energieeffizienteren Systemen und geringeren Emissionen an Treibhausgasen und Luftschadstoffen. Ausschließlich mit erneuerbaren Energien betriebene Fernwärmesysteme sind mit Stand 2017 jedoch erst wenig verbreitet. Insbesondere in dicht besiedelten Gebieten sind solche Fernwärmesysteme jedoch ein wichtiger Bestandteil einer Wärmewende.
Auch mittels Kernspaltung kann Fernwärme erzeugt werden, sei es in Kraft-Wärme-Kopplung mit einem Kernkraftwerk oder als reines Heizwerk. Entsprechende Anlagen wurden vor allem im ehemaligen Ostblock gebaut.

## Geschichte
Aus archäologischen Stätten aus der Römerzeit weiß man, dass heißes Thermalwasser nicht nur für Badezwecke vor Ort verwendet wurde, sondern auch mittels Leitungen in Becken und Gebäude für Bodenheizungen transportiert wurde. Vorgänger von Fernwärmeheizungen existieren also bereits seit mehr als 2000 Jahren. Ein erstes „echtes“ Fernwärmesystem entstand 1334 in der französischen Ortschaft Chaudes-Aigues. Dort wurde heißes Thermalwasser aus einer Quelle in den Ort geleitet, um mehrere Häuser zu versorgen.
Die Idee, Fernwärme in größerem Umfang und kommerziell zu nutzen, entstand gegen Ende des 19. Jahrhunderts. Durch die Verringerung der Anzahl der Feuerstätten in den Innenstädten wurde die Gefahr von Bränden gemindert und der Verschmutzung durch Kohle und Asche Einhalt geboten. Die ersten Fernwärmesysteme der Neuzeit wurden in den 1870er und 1880er Jahren in Lockport und New York errichtet. In den 1920er Jahren wurden in Deutschland die ersten europäischen Fernwärmenetze installiert; zugleich fand ein Übergang von ineffizienten Dampfsystemen auf Heißwasser statt. In den 1930er Jahren begann die Sowjetunion mit dem Bau von Fernwärmesystemen, in den 1950er Jahren auch die Volksrepublik China. In den 1970er Jahren wuchs mit den Ölkrisen das Interesse an der Fernwärmeversorgung stark an, worauf hin einige Länder, insbesondere die skandinavischen Staaten, neue Fernwärmenetze der nun dritten Generation bauten. Infolge der Energiewende hin zu einer nachhaltigen Energieversorgung wird mittlerweile eine vierte Generation erforscht und in der Praxis etabliert.

## Technischer Ablauf
Ein Fernwärmesystem besteht aus verschiedenen Hauptkomponenten, die zusammen das Gesamtsystem bilden. Hierzu zählen die Wärmeerzeugungsanlagen (häufig in Kraft-Wärme-Kopplung betriebene Heizkraftwerke), das meist mit Heißwasser betriebene Fernwärmenetz samt Pumpstationen und Hausanschlüsse sowie die Übergabestationen, die die Wärme an die Gebäudeheizung abgeben.
Wegen des auch bei sehr guter Wärmedämmung nicht zu vermeidenden Wärmeverlustes über längere Strecken und des hohen Investitionsaufwandes für das Leitungssystem eignet sich Fernwärme häufig nur bei dichter Bebauung. Fernwärmenetze weisen üblicherweise sternförmige Verteilstrukturen mit maximalen Leitungslängen im Bereich einiger 10 km auf. Die längste Fernwärmeleitung in Österreich mit 31 km befindet sich zwischen dem Kraftwerk Dürnrohr und der niederösterreichischen Landeshauptstadt St. Pölten. In Deutschland wird bei normaler Vorortbebauung das Wort „fernwärmeversorgungsunwürdig“ benutzt, wenn eine Fernwärmeversorgung unrentabel erscheint. In Skandinavien, wo die Fernwärme eine zentrale Rolle im Wärmemarkt spielt, werden Fernwärmenetze auch in den Villenvorstädten betrieben. Beispielsweise deckt die Fernwärme in Dänemark etwa die Hälfte des dänischen Wärmebedarfs (Stand 2018). Ein weiterer Ausbau auf bis zu 65–70 % wird für möglich erachtet, während hingegen für dünn besiedelte Gegenden Wärmepumpenheizungen als eine günstigere Option betrachtet wurden.

### Wärmequellen

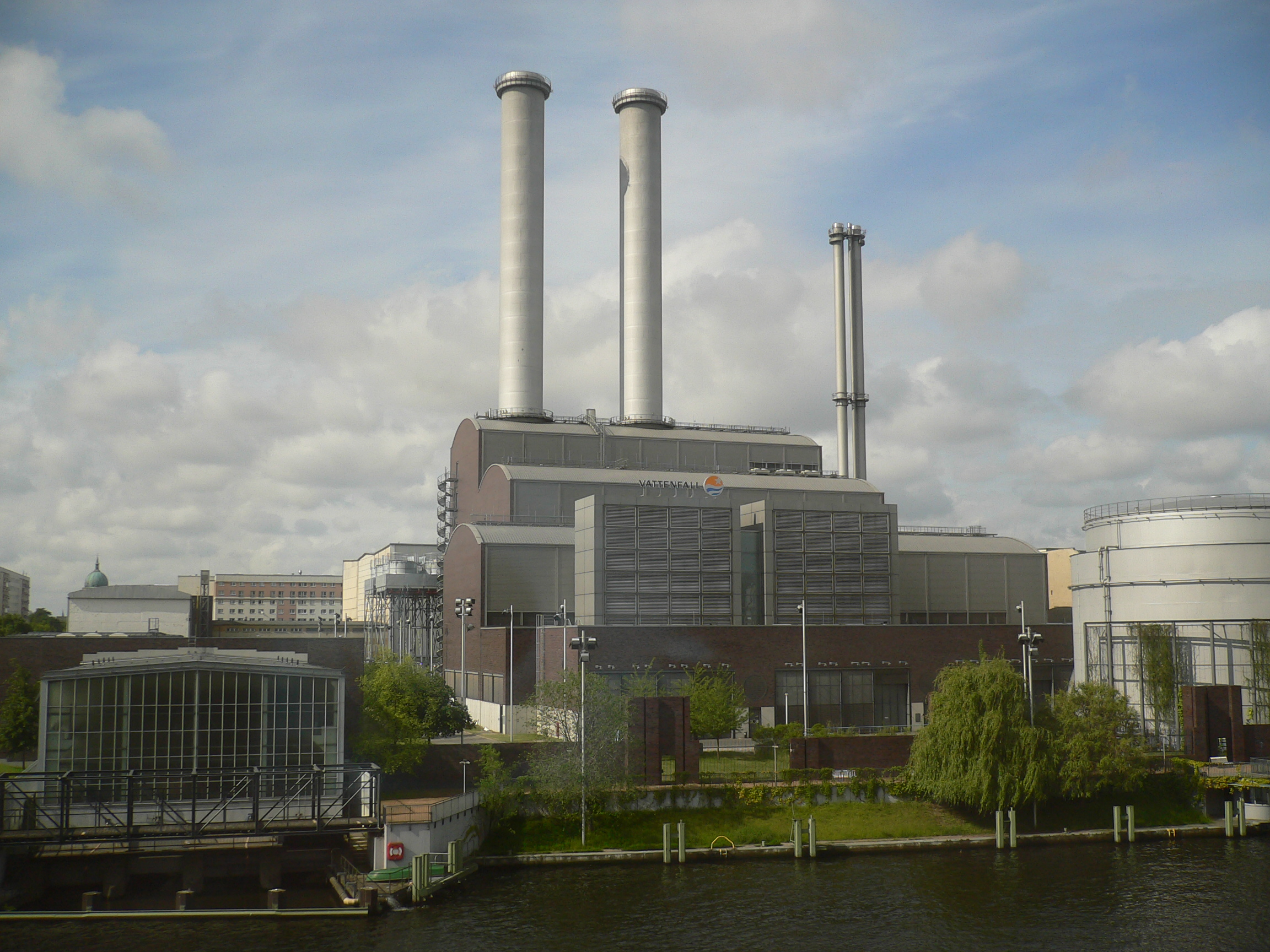
Erdgasbefeuertes GuD-Heizkraftwerk. Im Bild das Heizkraftwerk Berlin-Mitte

Fernwärmenetze verfügen über die Eigenschaft, sehr flexibel eine Vielzahl unterschiedlicher Wärmequellen nutzen zu können, die sowohl zentral als auch dezentral sein können. Üblicherweise erfolgt die Erzeugung von Fernwärme in großen Kraftwerken mit Kraft-Wärme-Kopplung (KWK), kleineren Blockheizkraftwerken, in Müllverbrennungsanlagen oder Fernheizwerken. Als Brennstoff werden die verschiedenen Formen der Kohle, Erdgas, Biogas, Öl, Holz und Holzprodukte, Solarthermie sowie Müll in verschiedenen Zusammensetzungen und Aufbereitungsformen verwendet. In wenigen Ländern, z. B. in der Schweiz, wird Fernwärme auch aus Kernkraftwerken ausgekoppelt. In Island, aber auch in Mitteleuropa, wird Fernwärme in Geothermiekraftwerken erzeugt. Soweit möglich wird auch die Hochtemperaturabwärme von Industriebetrieben, zum Beispiel von Raffinerien oder Stahlwerken, als Wärmequelle genutzt. Die wichtigsten Energieträger sind derzeit weiterhin fossile Energieträger wie Erdgas und Kohle, die 2012 etwa 70 % der Wärmeenergie in den europäischen Fernwärmenetzen lieferten.

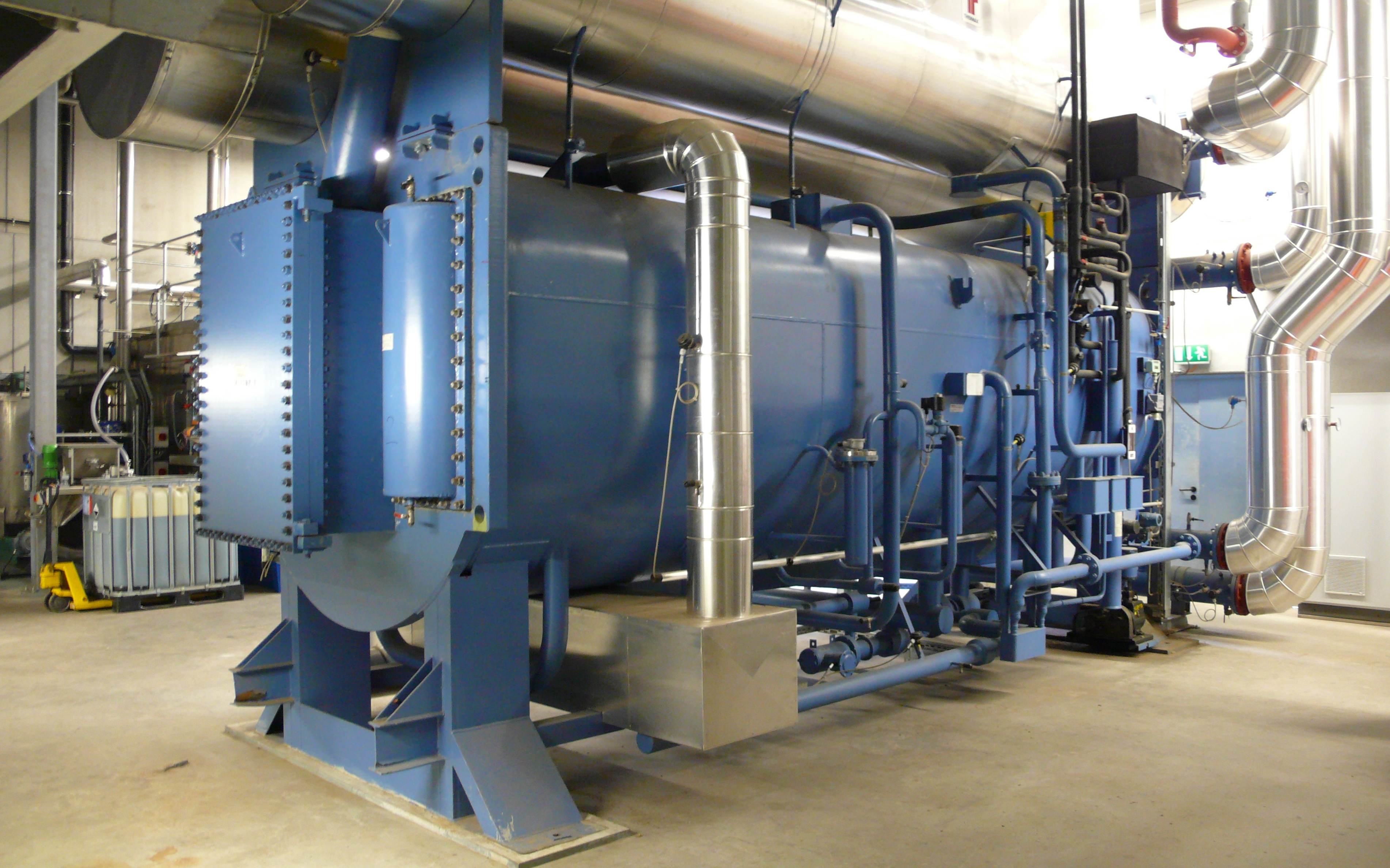
Multi-MW-Großwärmepumpe zur Nutzung industrieller Abwärme in einem österreichischen Fernheizwerk.

Für nachhaltige Fernwärmesysteme sind hingegen erneuerbare Energien und die Nutzung von Abwärme die wünschenswertesten Energiequellen. Im Rahmen der Energiewende und der damit einhergehenden Umstellung der Strom- und Wärmeversorgung auf erneuerbare Energien kommen daher zunehmend weitere Wärmequellen zum Einsatz. So können z. B. mit Wind- oder Solarstrom betriebene Großwärmepumpen die thermische Energie liefern und zugleich dazu beitragen, die fluktuierende Einspeisung dieser Energiequellen zu glätten. Diese Sektorenkopplung zwischen Elektrizitäts- und Wärmesektor kann im Energiesystem eine Schlüsselrolle bei der Integration variabler erneuerbarer Energien spielen. Zugleich gilt der Einsatz von Wärmepumpen in Fernwärmesystemen als eine der vielversprechendsten Wege, um die Energieeffizienz von Fernwärmenetzen zu steigern und die Klimaschutzziele zu erreichen, nicht zuletzt, da Wärmepumpen bei Bezug von Ökostrom emissionsfrei arbeiten.
Als Wärmequellen für Großwärmepumpen kommen u. a. Niedertemperaturabwärme aus der Industrie, Supermärkte, Abwässer (z. B. aus Kläranlagen), Trink-, Brauch- und Grundwasser, Flüsse, Seen und das Meerwasser in Frage. Hohes Potential für Großwärmepumpen besteht insbesondere in der Nutzung von Abwässern und Oberflächenwasser als Wärmequelle, die beide auch den Vorteil haben, üblicherweise in Siedlungsnähe vorzukommen und langfristig zur Verfügung zu stehen. Ein auf Meerwasser basierendes System wird z. B. bereits seit den 1970er Jahren im Fernwärmenetz Stockholms eingesetzt, ein weiteres Beispiel ist die Wärmepumpe Drammen. Eine weitere leistungsfähige Wärmequelle sind Rechenzentren. Große Rechenzentren können einen dauerhaften Leistungsbezug von 100 MW elektrischer Energie aufweisen. Bis zu 97 % der dabei entstehenden Abwärme kann mit Großwärmepumpen nutzbar gemacht und die Wärmeenergie anschließend in Fernwärmenetze eingespeist werden. Mit Stand 2017 wird dies bereits in verschiedenen Rechenzentren in den nordischen Ländern praktiziert, insbesondere in Finnland und Schweden. In Deutschland spielt sie bislang kaum eine Rolle, wobei erste Projekte auch hier einen Wandel erkennen lassen. Stand 2023 könnte der Rollout von Großwärmepumpen drei Viertel des deutschen Erdgasverbrauchs und damit ein Viertel der deutschen CO2e-Emissionen einsparen.

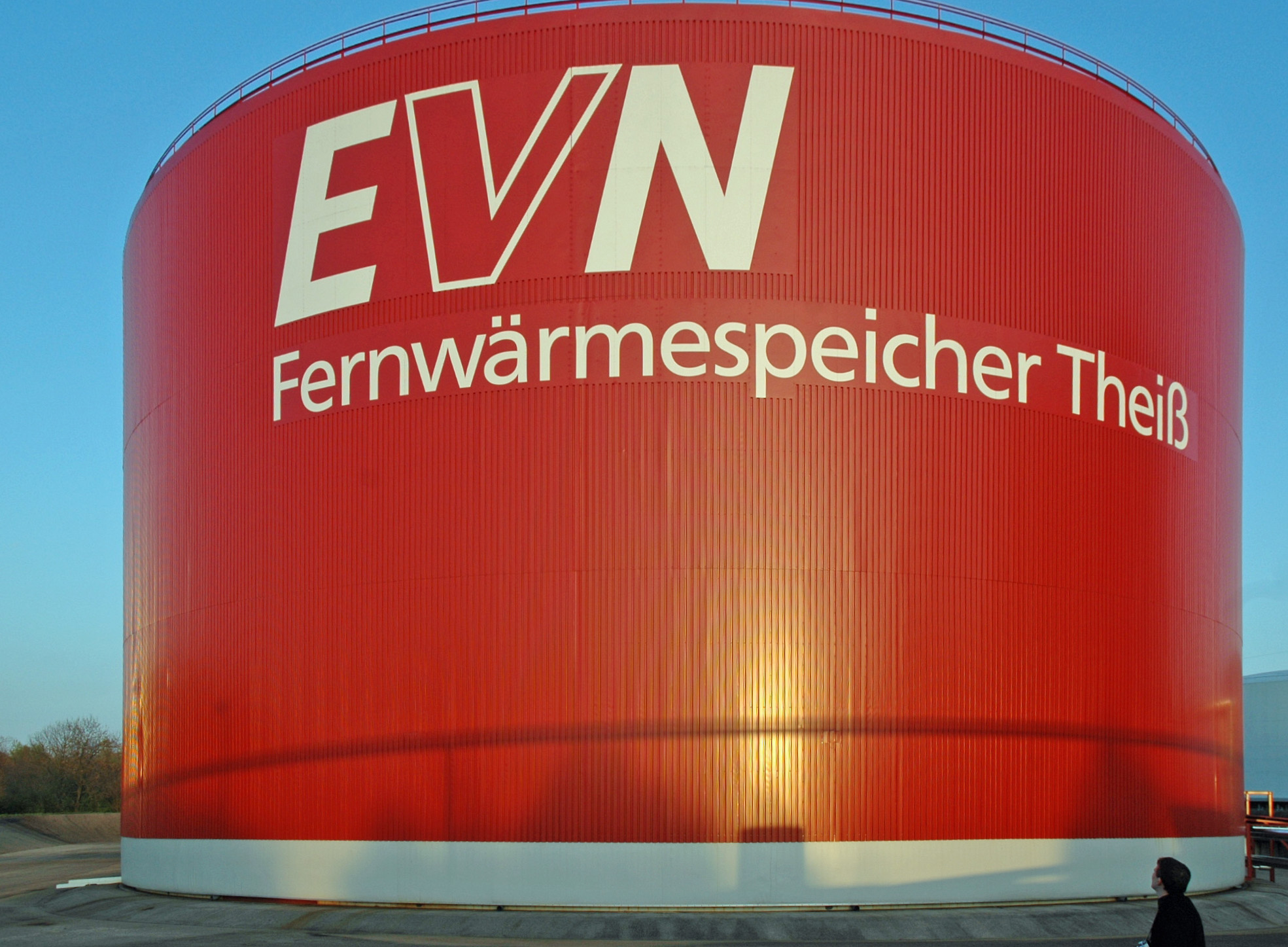
Fernwärmespeicher des Kraftwerkes Theiß mit 50.000 m³ Fassungsvermögen

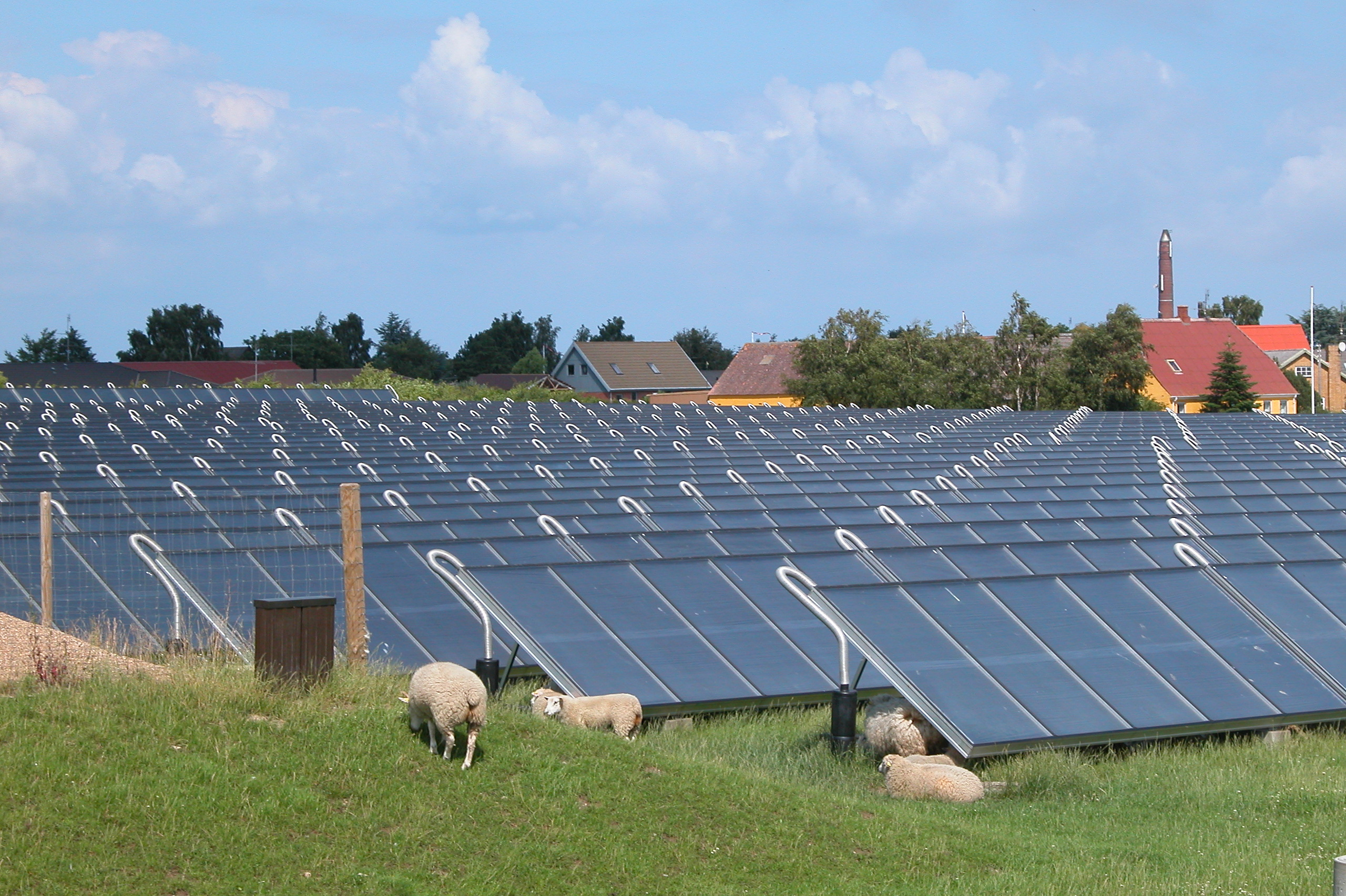
Solarkollektoren für Solare Fernwärme im Wärmeverbund Marstal

Kurzzeitige Überschüsse an Ökostrom können mit Elektrodenheizkesseln in Wärme verwandelt und anschließend in Fernwärmenetze oder Fernwärmespeicher geleitet werden. Diese Technologie wird als Power-to-Heat bezeichnet und findet inzwischen rasche Verbreitung. Sowohl Elektrodenkessel als auch Wärmepumpen sind ausgereifte Technologien, die am Markt zur Verfügung stehen. Allerdings unterscheiden sich die Einsatzprofile deutlich: Während Elektrodenkessel besonders flexibel betrieben werden können, sind Wärmepumpen eher als Grundlasttechnologie geeignet, da sie hohe Investitionskosten, aber niedrige Betriebskosten haben. Wärmepumpen weisen dafür gegenüber Heizstäben und Elektrodenkesseln eine deutlich höhere Energieeffizienz auf, sodass für die gleiche Heizenergie weniger Strom benötigt wird. Die auf diese Weise eingesparte elektrische Energie steht somit für weitere Zwecke zur Verfügung.
Als besonders vorteilhaft für die Integration hoher Anteile an erneuerbaren Energien bei zugleich sehr hohen Gesamtwirkungsgraden wird die Kombination von Blockheizkraftwerken und anderen in Kraft-Wärme-Kopplung betriebenen Kraftwerken mit Wärmepumpen sowie Wärmespeichern betrachtet. In einem solchen System würden Wärmepumpen während Zeiten hoher Stromproduktion aus Wind- und/oder Solarenergie den Wärmebedarf decken und zugleich etwaige Stromüberschüsse verwerten, während die BHKWs abgeschaltet bleiben könnten. Bei nur niedriger Stromproduktion aus erneuerbaren Energien würden hingegen die BHKWs sowohl Strom und Wärme liefern. Durch die Integration von Wärmespeichern in ein solches System ließe sich zudem Strom- und Wärmeproduktion voneinander entkoppeln, sodass etwaige Verluste durch temporär nicht benötigte Wärme der BHKWs minimiert würden.
Ebenfalls möglich ist der Bau von Solarthemieanlagen auf Dächern oder als Freiflächenanlage, die als unterstützende Wärmequelle direkt in Fernwärmenetze einspeisen oder in Kombination mit Saisonspeichern den Heizbedarf ganzjährig decken können. Dies wird als Solare Fernwärme bezeichnet. Mit Stand 2017 existieren Großanlagen mit einer Kollektorfläche von einigen 10.000 m². Vorreiter ist Dänemark, wo bei Großanlagen inklusive Saisonspeicher Wärmegestehungskosten von 2–6 ct/kWh erreicht werden. Auch solare Nahwärmeanlagen sind möglich, können jedoch nicht als alleinige Wärmequelle dienen.
Nukleare Fernwärme ist verhältnismäßig wenig verbreitet und findet und fand vor allem in den Ländern des ehemaligen Ostblocks – darunter auch beim Kernkraftwerk Greifswald in der damaligen DDR – Anwendung. Zumeist handelt es sich hierbei um Kraft-Wärme-Kopplung, wobei jedoch auch Konzepte für reine nukleare Heizwerke ohne (nennenswerte) Stromerzeugung existieren.

### Rohrleitungsnetz

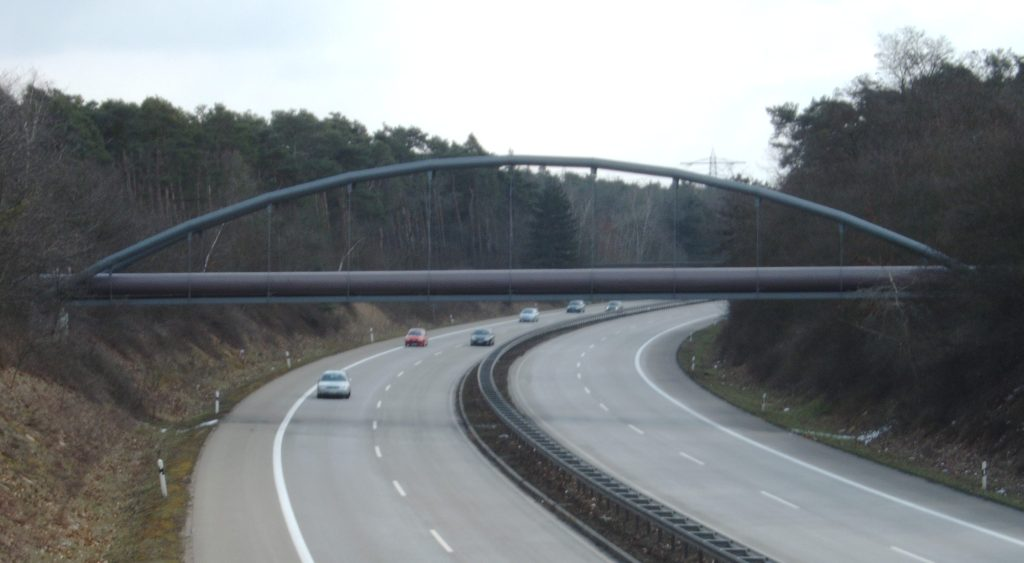
Oberirdische Leitung über der Bundesstraße B36 in Mannheim.

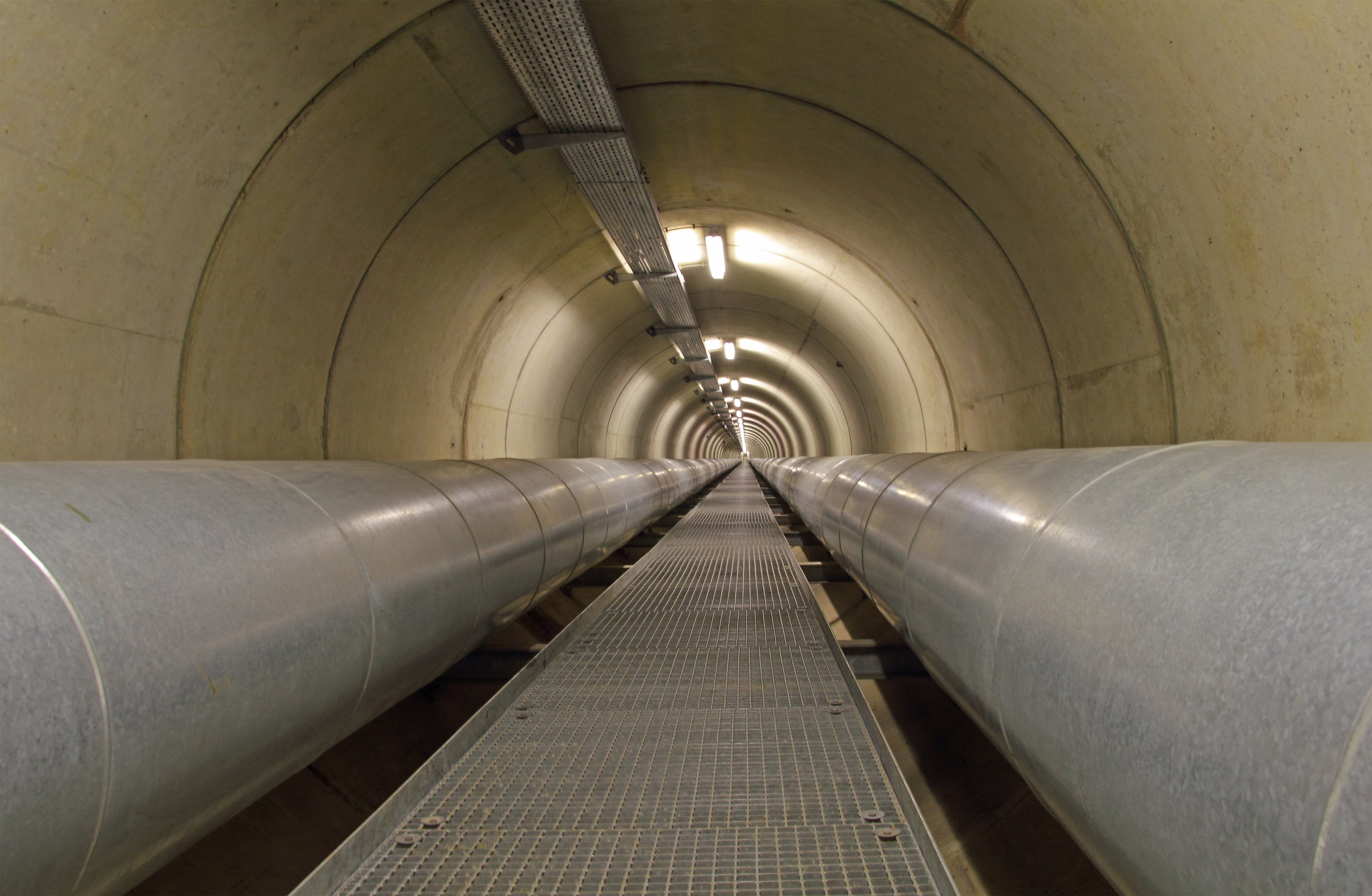
Fernwärmeleitung in einem Tunnel unter dem Rhein in Köln

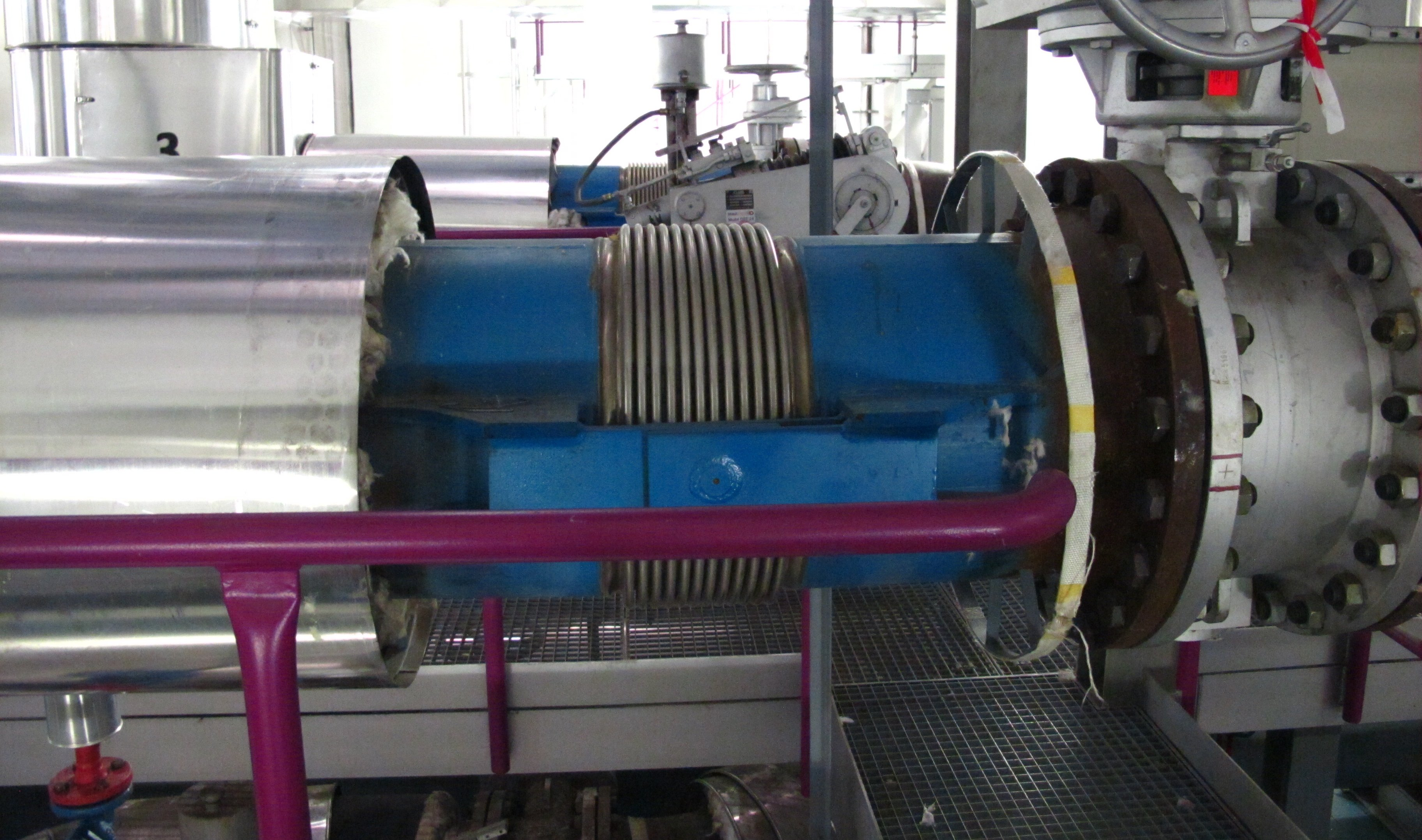
Gelenkskompensator in einer Fernwärmeleitung

Das Rohrleitungsnetz transportiert das Überträgermedium (meist Heißwasser, bei den ersten Systemen auch Dampf) zu den Verbrauchern. Das Überträgermedium wird in wärmegedämmten Rohrleitungen in einem kontinuierlichen Kreislauf gefördert. Zur Vermeidung von Korrosionen und Härteausscheidungen auf den inneren Oberflächen der Rohre ist das verwendete Wasser im Kreislauf zumindest enthärtet.
Die Rohrleitungen von der Wärmequelle zu den Wärmesenken werden als Vorlauf, diejenigen von den Wärmesenken zurück zur Wärmequelle als Rücklauf bezeichnet. Die in direktem Kontakt zum Medium stehenden Rohre werden als Mediumrohre bezeichnet. Je nach Mediumtemperatur, erforderlichem Durchfluss und statischen Erfordernissen kommen als Rohrleitungssysteme Kunststoffmantelverbundrohre, Stahlmantelrohre, Wickelfalzrohre und verschiedene flexible Rohrsysteme (Verbundrohrsysteme, Rohrsysteme ohne Verbund) zum Einsatz. Die Übertragungstemperaturen sind abhängig von den technischen Generationen und wurden im Laufe der Zeit immer weiter gesenkt, um Übertragungsverluste zu verringern und die Energieeffizienz zu steigern. Übliche Betriebstemperaturen bei älteren Wärmenetzen der zweiten Generation liegen im Bereich von zumeist mehr als 100 °C, während bei der dritten Generation oft weniger als 100 Grad heißes Wasser genutzt wird. Noch einmal niedriger sind die Übertragungstemperaturen bei Niedertemperatursystemen der vierten Generation mit ca. 30 bis 70 °C. Abhängig von den konkreten Spezifikationen der verschiedenen Fernwärmesysteme liegen die Energieverluste im Leitungssystem bei etwa 5 bis 20 %. In vielen europäischen Staaten betragen die Werte im Bereich von 5–10 %, während sie in Russland bei ca. 20 % liegen und einzelne Systeme dort noch deutlich höhere Verluste aufweisen.

#### Besonderheiten beim Rohrbau

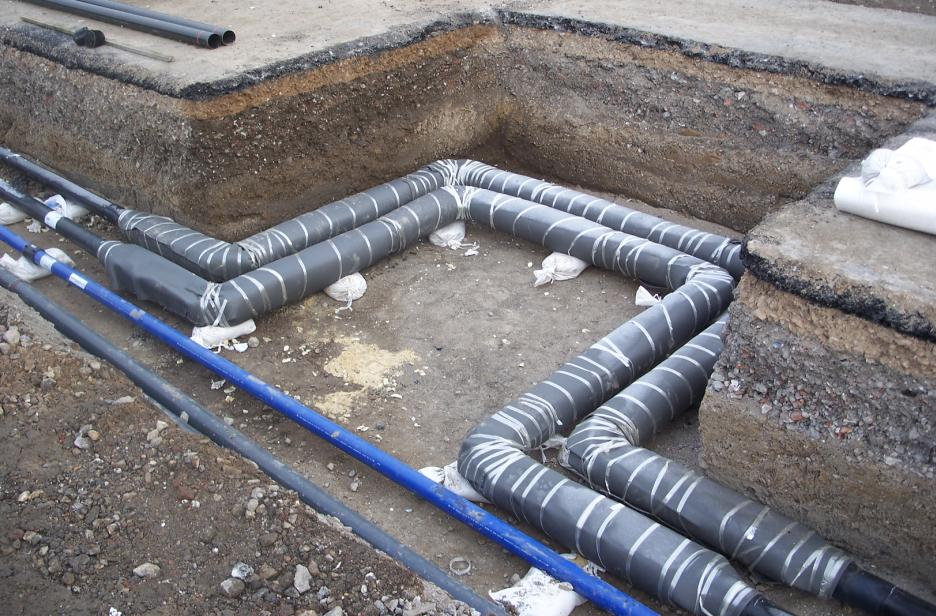
U-Dehnungsbogen zum Längenausgleich durch Dehnung des Rohrmaterials bei unterschiedlichen Temperaturen, hier bei erdverlegten Fernwärmeleitungen

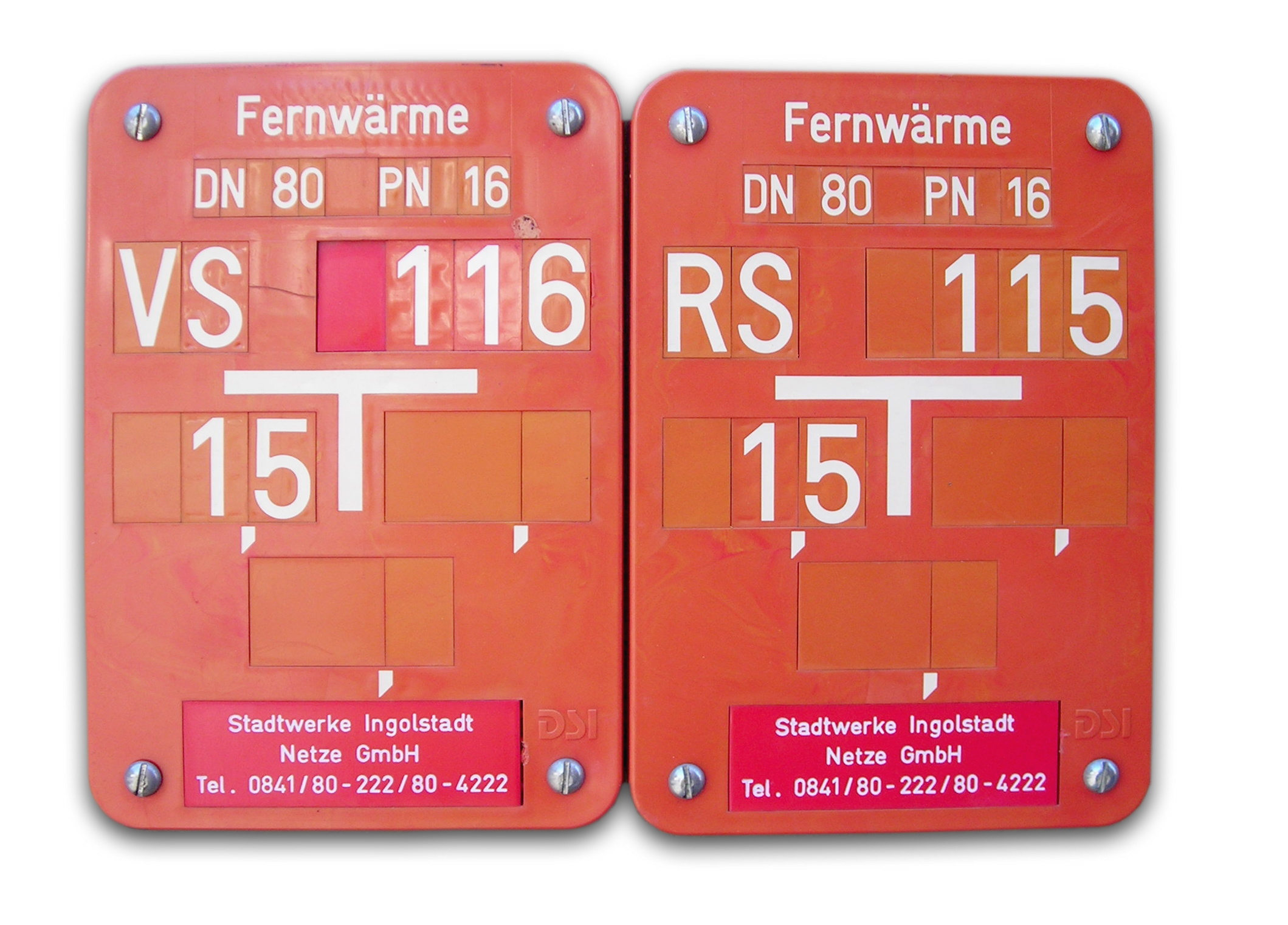
Hinweisschilder auf Vorlaufschieber (VS) und Rücklaufschieber (RS), diese Absperrschieber befinden sich 1,5 Meter links vom Schilderpaar, jede Leitung mit Rohrnennweite DN 80 und Nennbetriebsdruck PN 16

Der Ausdehnungskoeffizient der als Fernwärmeleitungen verlegten Stahlrohre führt bei den großen zu überbrückenden Entfernungen und Temperaturschwankungen zu nicht zu vernachlässigenden Längenänderungen der Rohrleitungen. Bereits bei der Trassenplanung sind daher Maßnahmen wie die charakteristischen U-förmigen Kompensationsschenkel (auch U-Bogen genannt) oder Kompensatoren einzuplanen. Die Kompensatoren haben sich mittlerweile als Schwachstellen in Fernwärmenetzen erwiesen, weshalb sie nach Möglichkeit, also vor allem bei Neubauten, durch U-Bögen oder Z-Bögen ersetzt werden. Da Kompensatoren meist aus anderen Werkstoffen als die Mediumrohre bestehen, tritt durch die Materialübergänge verstärkt elektrochemische Korrosion auf, die durch die mechanische Dauerbelastung verstärkt wird. Dies führt häufig zum Ausfall der Kompensatoren vor der angestrebten Mindestlebensdauer des Fernwärmenetzes. Vor allem im Bereich von Hausanschlüssen oder bei ohnehin notwendigen Versatzen in der Fernwärmetrasse kommen zur Kompensation auch Z-Bögen zum Einsatz.

#### Lecküberwachungssysteme
In Rohrnetze, die mit Kunststoffmantelverbundrohren oder Stahlmantelrohren aufgebaut sind, wird häufig eine Lecküberwachung integriert. Kunststoffmantelverbundrohre müssen dafür bei der Herstellung mit einem Lecküberwachungssystem ausgerüstet werden, was mittlerweile der Regelfall ist. Bei Stahlmantelrohren ist ein Betrieb mit Permanentvakuum im Ringraum der Rohrleitungen erforderlich, der allgemein üblich ist. In Rohrnetzen, die mit flexiblen Verbundrohren aufgebaut sind, ist eine Lecküberwachung wie bei Kunststoffmantelverbundrohren möglich. Diese wird jedoch nicht überall eingesetzt. Flexible Verbundrohre müssen dafür bei der Herstellung mit einem Lecküberwachungssystem ausgerüstet werden, was je nach Rohrhersteller nur auf Kundenwunsch bei entsprechend großen Abnahmemengen erfolgt. 

#### Qualitätsanforderungen an das Fernheizwasser
Zur Vermeidung von Härteausscheidungen auf den inneren Oberflächen der Rohre des Wärmeerzeugers ist das Kreislaufwasser zumindest enthärtet. Da entsalztes Wasser deutlich weniger Korrosion verursacht als nur enthärtetes Wasser, wird ein möglichst niedriger Restsalzgehalt im Umlaufwasser moderner Fernwärmenetze angestrebt. Dies wird durch Verwendung von Deionat als Zusatzwasser und, falls erforderlich, einer zusätzlichen Teilstrom-Entsalzung der Umlaufwassermenge im System erreicht. Insbesondere wird eine maximale Chloridionenkonzentration von 50 ppm angestrebt, da Chloridionen die Korrosion metallischer Komponenten beschleunigen. Neben dem Salzgehalt spielt auch der Sauerstoffgehalt für die Korrosionsneigung eines Wassers eine wesentliche Rolle. Daher ist die Sauerstoffkonzentration im Fernwärmekreislaufwasser ebenfalls begrenzt. Ein weiterer Parameter mit Auswirkungen auf die Korrosionsgeschwindigkeit ist der pH-Wert. Der pH-Wert des Kreislaufwassers sollte daher mit Alkalisierungsmitteln auf über 9 angehoben werden, um die Sauerstoffkorrosion zu senken. Als Alkalisierungsmittel kommt neben Natronlauge auch Trinatriumphosphat zum Einsatz.

### Übergabe an Verbraucher

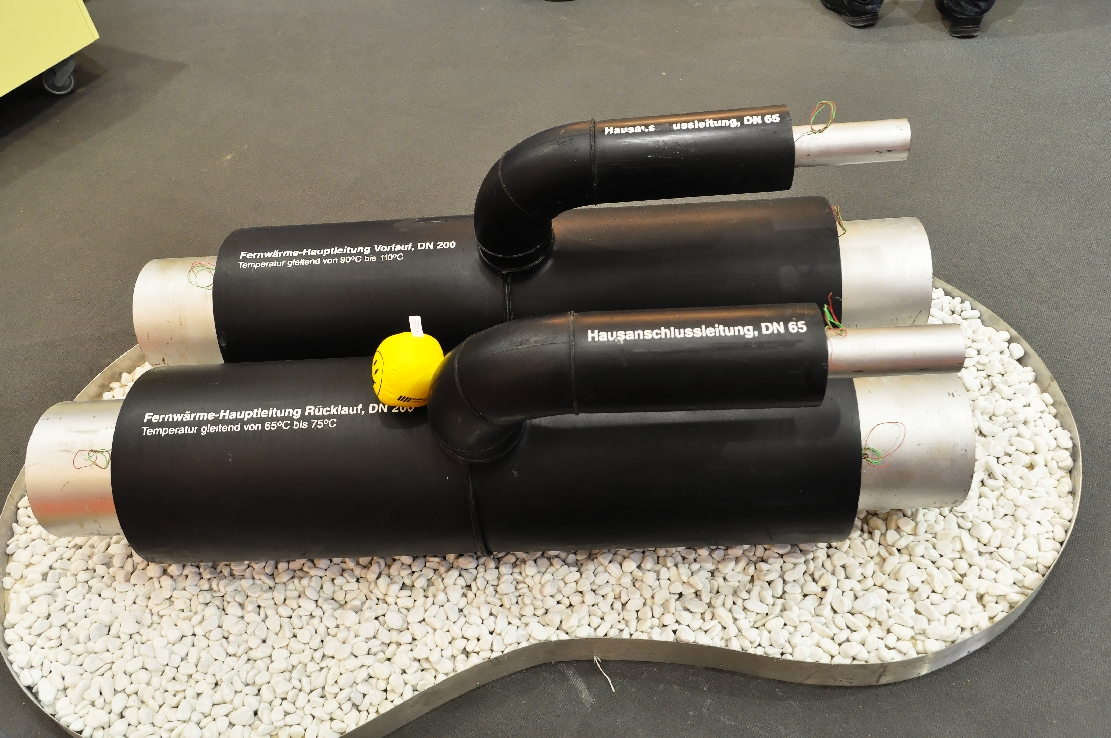
Abzweig zum Hausanschluss

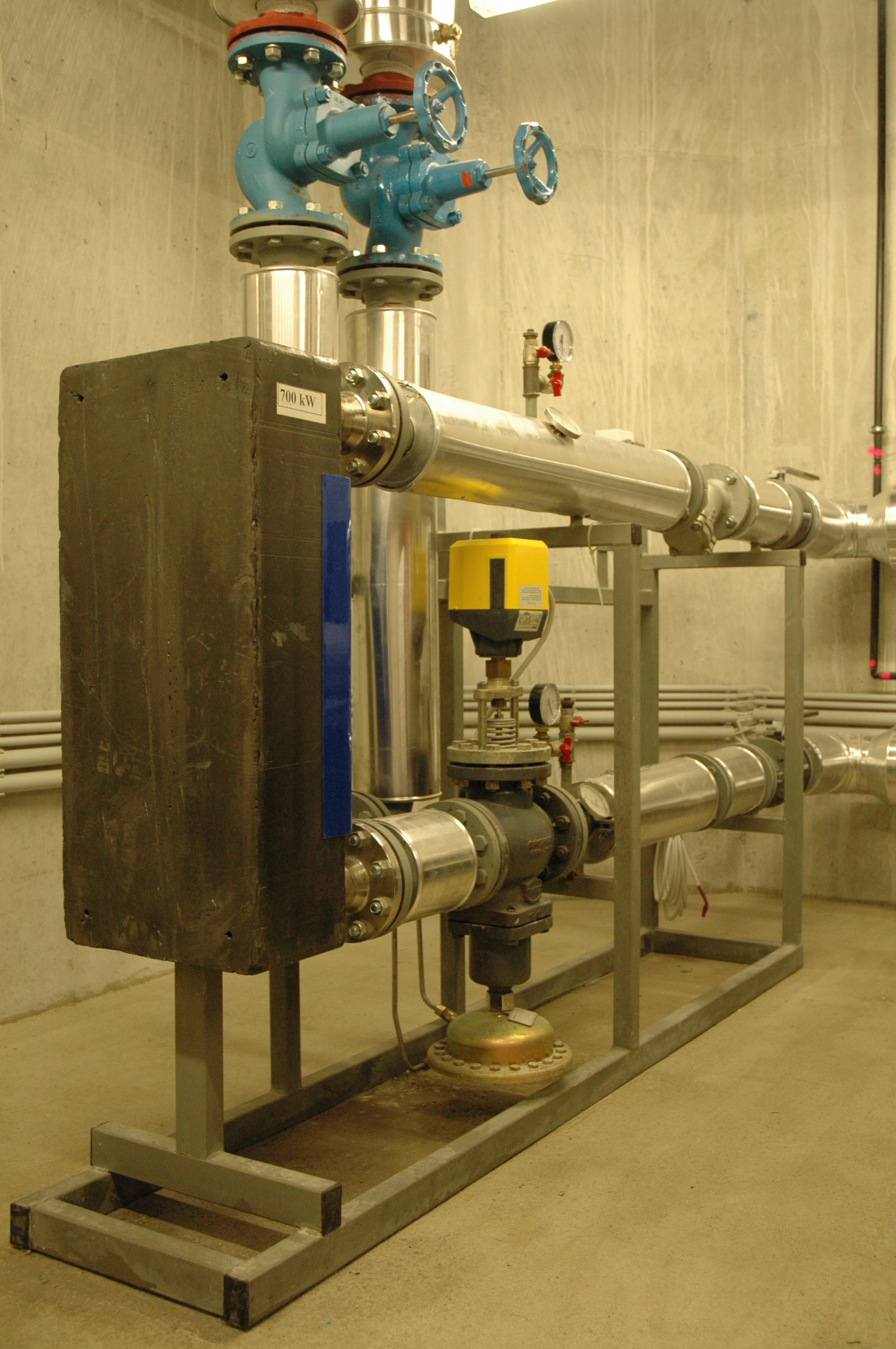
Wärmeübergabestation in einer Großanlage

Die Wärmeübergabe an den Verbraucher erfolgt üblicherweise mit Hilfe einer Übergabestation, auch Kompaktstation genannt, die aus verschiedenen Komponenten bestehen kann. In den meisten Fällen ist der Fernwärmekreislauf durch einen Wärmeübertrager hydraulisch vom Verbraucherkreislauf getrennt, in wenigen Fällen (Großverbraucher) wird der Fernwärmekreislauf direkt angekoppelt. Anstelle einer Übergabestation kann auch eine Wärmepumpe genutzt werden, insbesondere in Niedertemperaturnetzen. Die Wärmepumpe nutzt den Zulauf des Wärmenetzes als Wärmequelle und hebt die dortige Temperatur auf das im Gebäude genutzte Temperaturniveau an, sodass auch Gebäude mit höheren Heizungsvorlauftemperaturen an Fernwärmesysteme auf Niedertemperaturbasis angeschlossen werden können. Alternativ können Wärmepumpen ihre Energie auch aus dem Rücklauf des Fernwärmesystems beziehen und somit die Rücklauftemperaturen senken. Auf diese Weise können die Effizienz und die thermische Übertragungskapazität des Wärmenetzes erhöht werden.
Insbesondere bei Wohngebäuden orientiert sich die Auslegung der Übergabestation nicht primär am Heizwärmebedarf, sondern am Wärmebedarf für die Warmwasserbereitung. Bei der Warmwasserbereitung in herkömmlichen Systemen muss zur Vermeidung einer Kontamination der Warmwasseranlage mit Legionellen eine Warmwassertemperatur von mehr als 60 °C aufrechterhalten werden, sodass Legionellen thermisch abgetötet werden. Weitere Möglichkeiten zur Vermeidung von Legionellenbefall in Niedertemperatursystemen sind unter anderem die chemische oder physikalische Behandlung oder das Nachheizen des Warmwassers per Heizstab oder Warmwasserwärmepumpe. Für die Warmwasserbereitung stehen je nach Bedarf drei Varianten zur Verfügung:
- Beim Durchflusssystem wird das benötigte Warmwasser direkt im Wärmeüberträger der Übergabestation erwärmt. Dies erfordert einen entsprechend großen Wärmeüberträger mit entsprechend groß dimensioniertem Fernwärmeanschluss. Dafür ist das Risiko einer Kontaminierung mit Legionellen sehr gering und der Rücklauf des Fernwärmewassers wird auf ein niedriges Temperaturniveau abgesenkt. Das Durchflusssystem eignet sich für Abnehmer mit relativ gleichmäßigem Warmwasserbedarf und für Abnehmer mit ohnehin sehr geringer Fernwärmeanschlussleistung, da die Übergabestation im technisch sinnvollen Rahmen nicht beliebig klein ausgelegt werden kann.
- Beim Speichersystem wird Wasser in einem Speicher erwärmt („der Speicher wird geladen“) und bei Bedarf aus diesem entnommen. Der Fernwärmeanschluss kann wesentlich kleiner ausgelegt werden. Dafür steigt das Risiko einer Kontaminierung mit Legionellen, was spezielle Schutzmaßnahmen (regelmäßige thermische Desinfektion) erfordert. Die Temperatur im Warmwasserspeicher kann im ungünstigsten Fall fast bis auf die Rücklauftemperatur des Fernwärmewassers steigen, was einen ungünstigen Betriebszustand darstellt, da in diesem Bereich nur eine geringe Wärmemenge in den Speicher übergeben wird, was das Heizen auf die maximal gewünschte Temperatur verlangsamt. Außerdem ist die verfügbare Warmwassermenge durch das Volumen des Speichers begrenzt. Nach Entnahme der verfügbaren Menge muss gewartet werden, bis der Speicher wieder geladen wurde. Nachteilig sind auch der zusätzliche Platzbedarf des Speichers und die Wärmeverluste des Speichers. Speichersysteme eignen sich für Abnehmer mit stark schwankendem Warmwasserbedarf wie etwa einzelne Wohnhäuser.
- Das Speicher-Lade-System kombiniert das Durchflusssystem mit dem Speichersystem. Das enthaltene Durchflusssystem wird nur auf einen durchschnittlichen Warmwasserbedarf ausgelegt, der Fernwärmeanschluss kann somit kleiner als beim reinen Durchflusssystem ausgelegt werden. Spitzenlasten werden über einen Warmwasserspeicher abgedeckt, der in Schwachlastzeiten geladen wird.[27]

## Technische Generationen

Die vier Generationen von Fernwärmesystemen samt ihren Wärmequellen

Auch wenn Fernwärmesysteme von Stadt zu Stadt unterschiedlich aufgebaut sind, so lassen sich vier Generationen unterscheiden, die unterschiedliche technische Charakteristiken aufweisen. Generell existiert ein Trend zu niedrigeren Übertragungstemperaturen, geringerem Materialaufwand und Vorfertigung in Fabriken, die mit geringerem Personaleinsatz beim Bau der Netze einhergeht.

### Erste Generation
Die erste Generation wurde ab den 1880er Jahren in den Vereinigten Staaten eingeführt und fand anschließend auch in weiteren Teilen der Welt wie z. B. Europa Verbreitung. Diese Systeme nutzten heißen, unter Druck stehenden Wasserdampf als Übertragungsmedium, der in vor Ort isolierten Stahlrohren übertragen wurde. Der Dampf wurde vorwiegend in mit Kohle befeuerten zentralen Kesseln und einigen wenigen Kraftwerken mit Kraft-Wärme-Kopplung erzeugt. Die Radiatoren in den Wohnungen arbeiteten mit hohen Temperaturen von 90 °C und mehr. Dadurch hatte dieses System einige Nachteile. Durch die hohen Dampftemperaturen waren die Wärmeverluste im Netz groß, zudem kam es zu Korrosion im Rücklauf, was die Energieeffizienz des Gesamtsystems weiter schmälerte. Auch kam es bisweilen zu gefährlichen Explosionen der Dampfrohre. Hauptgrund für die Einführung war die Vermeidung von Kesselexplosionen in den Wohnungen und die Erhöhung des Wohnkomforts. Bis ca. 1930 kamen ausschließlich solche Fernwärmesysteme vor; heute gilt die Technologie als veraltet. Mit Stand 2014 wurden solche Systeme noch in den früh errichteten Fernwärmesystemen von New York und Paris betrieben, während z. B. in Salzburg, Hamburg und München die Fernwärmesysteme zwischenzeitlich auf modernere Technik umgerüstet wurden.

### Zweite Generation
Die zweite Generation kam um 1930 auf und war bis in die 1970er Jahre die vorherrschende Bauart in neu angelegten Fernwärmesystemen. Diese Systeme nutzten unter Druck stehendes Wasser mit Temperaturen von zumeist über 100 °C als Wärmeübertragungsmittel, das in vor Ort isolierten Stahlrohren transportiert und durch zentrale Pumpstationen befördert wurde. In den Wohnungen wurden Radiatoren mit Heiztemperaturen von ca. 90 °C genutzt, die direkt oder indirekt gespeist wurden. Aufgebaut wurden diese Systeme unter anderem in den großen Fernwärmesystemen der damaligen Sowjetunion. Dort war die technische Qualität jedoch meist gering; zudem fehlte in den Wohnungen jede Möglichkeit zur Temperaturregelung. Auch in anderen Teilen der Erde kamen solche Systeme mit besserer Qualität zum Einsatz, wo sie zum Teil heute noch als älterer Kern weiterhin bestehender Fernwärmenetze dienen. Motivation hinter diesen Fernwärmesystemen war meist die Einsparung von Primärenergie durch den Einsatz von Kraft-Wärme-Kopplung und die Erhöhung des Heizkomforts. Erzeugt wurde das Heißwasser vor allem in Kohle- und Ölkraftwerken mit Kraft-Wärme-Kopplung, ergänzt durch einige (fossil befeuerte) Heißwasserkessel.

### Dritte Generation

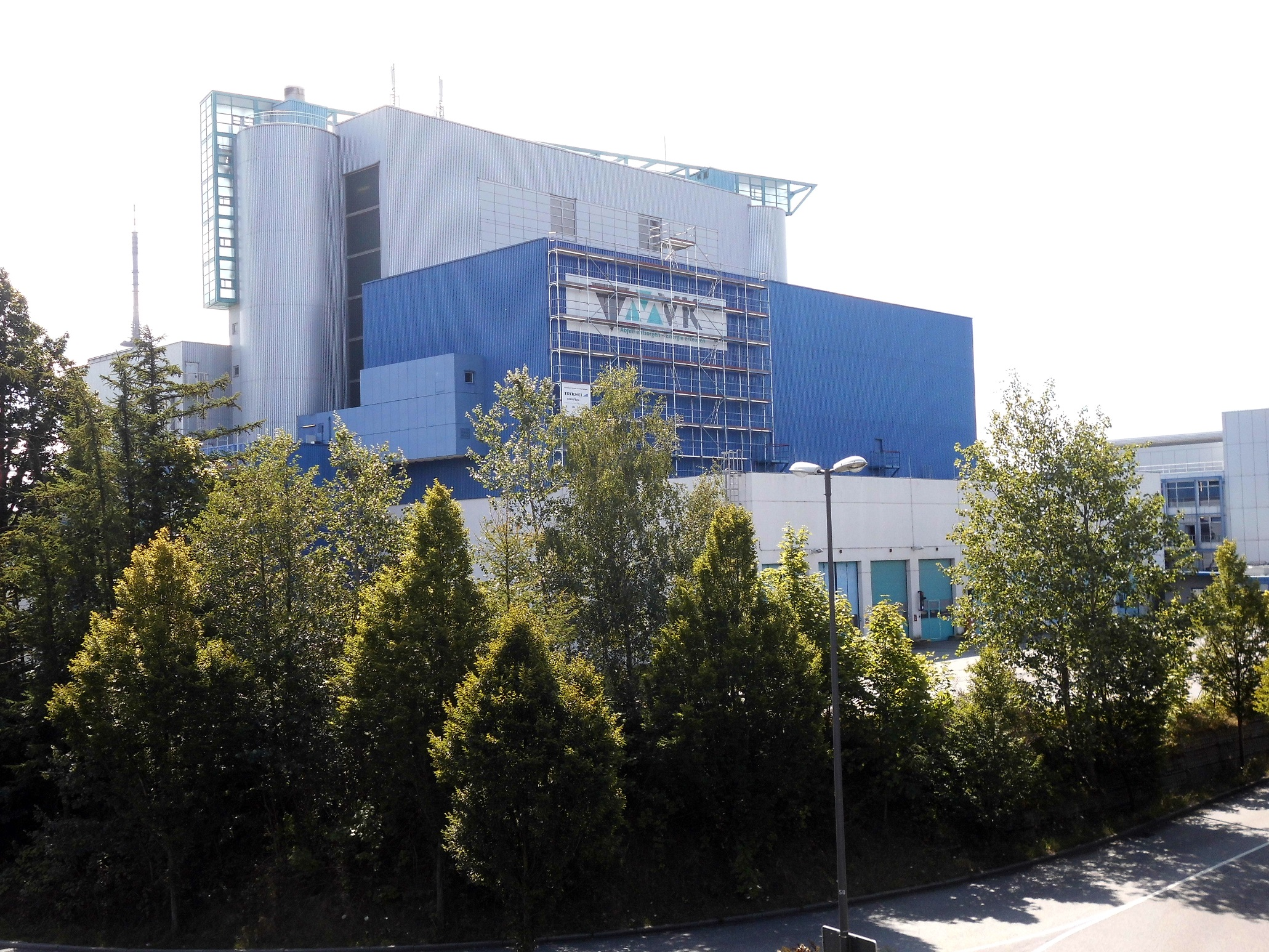
In der dritten Generation stammt ein Teil der Fernwärme häufig aus Müllheizkraftwerken, wie hier im Müllheizkraftwerk Kiel

Die dritte Generation kam in den 1970er Jahren auf, anschließend wurden ab den 1980er Jahren die meisten Fernwärmesysteme auf diesem Stand aufgebaut und viele vorhergehende Systeme auf diesen Stand umgerüstet. Da viele Hersteller von Komponenten solcher Systeme aus Nordeuropa stammen, wird diese Generation z. T. als „Skandinavische Fernwärmetechnologie“ bezeichnet. Technisch basiert dieses System ebenfalls auf Heißwasser, das zumeist aber weniger als 100 °C Temperatur erreicht. Befördert wird das Wasser durch zentrale Pumpstationen. Im Gegensatz zu den vorhergehenden Generationen werden die Transportrohre wie auch die meisten anderen Komponenten nicht mehr vor Ort isoliert, sondern in Fabriken vorgefertigt und vorisoliert und können dann vor Ort direkt im Boden versenkt werden. Die Verteilstationen sind im Vergleich zu den Vorgängern kompakt gebaut und die Wärmeübertrager bestehen aus rostfreiem Stahl. In den Wohnungen kommen Radiatoren mit mittleren Heiztemperaturen von ca. 70 °C zum Einsatz, die direkt oder indirekt versorgt werden; zum Teil auch Fußbodenheizungen. Die Wärmeerzeugung findet in zentralen Heizkraftwerken mit Kraft-Wärme-Kopplung statt, in dezentralen Blockheizkraftwerken, durch Müllheizkraftwerke und Biomassekraftwerke, ergänzt durch Spitzenlastkessel. Sporadisch wird auch geothermische und Solarthermische Energie als Ergänzung in solche Netze eingespeist. Hauptmotivation für den Aufbau war nach den Ölkrisen in den 1970er Jahren die Steigerung der Energieeffizienz sowie der Ersatz von Erdöl durch andere Energieträger wie Kohle, Biomasse und Müll.

### Vierte Generation

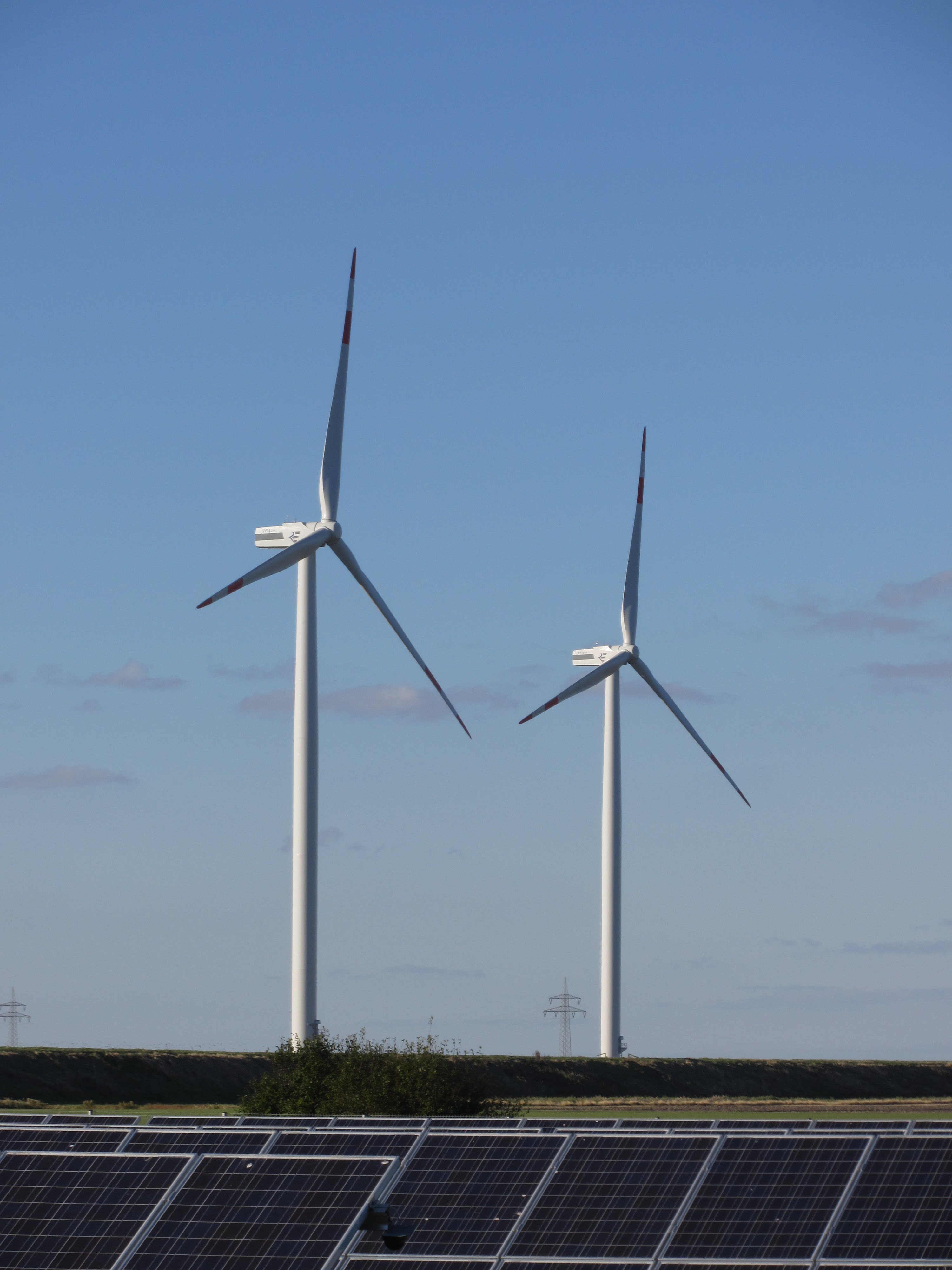
Fernwärmenetze der vierten Generation sind sektorgekoppelt und damit eng mit dem Stromsektor vernetzt. Ihre Flexibilität gilt als wichtiger Faktor für die Integration hoher Anteile erneuerbarer Energien ins Energiesystem.

Die vierte Generation (oft auch als „Wärmenetze 4.0“, 4th Generation District Heating bzw. 4GDH bezeichnet) befindet sich derzeit in der Erforschung/Erprobung und soll ab ca. 2020 großflächig zum Einsatz kommen. Diese Generation ist hauptsächlich geprägt durch die Erfordernisse von Klimaschutz und nachhaltiger Energieerzeugung und der damit einhergehenden Energiewende hin zu großteils oder vollständig erneuerbaren Energiesystemen.
Als Wärmequelle sollen erneuerbare Energien oder Abwärme aus Industrieprozessen dienen, neben (biomassebefeuerten) KWK-Anlagen sollen unter anderem Großwärmepumpen eine wichtige Rolle einnehmen, womit sich eine starke Kopplung mit dem Elektrizitätssektor ergibt. Durch die Kombination von Strom und Wärme liefernden KWK-Anlagen, Wärmepumpen und Wärmespeicher sollen Fernwärmesysteme der 4. Generation zudem viel Flexibilität für Energiesysteme mit hohem Anteil variabler erneuerbarer Energien wie Windenergie und Solarenergie bieten und somit deren schwankende Energielieferung ausgleichen; beispielsweise durch Betrieb der Wärmepumpen bei Ökostromüberschuss oder alternativ der KWK-Anlagen bei nicht bedarfsdeckender Ökostromproduktion. Diese Flexibilität des Wärmesektors kann in sektorgekoppelten Energiesystemen eine Schlüsselrolle bei der Integration fluktuierender erneuerbarer Energiequellen spielen. Fernwärmesysteme der 4. Generation gelten zugleich als Schlüsseltechnologie für den Einsatz von Fernwärmesystemen in Gebäuden, die aufgrund guter Wärmedämmung nur einen geringen Heizbedarf aufweisen. In Dänemark ist die Umstellung von dritter auf vierte Generation bereits in Gang (Stand 2018).
Nach dem Stand der Forschung spielen Fernwärmesysteme eine wichtige Rolle bei einer nachhaltigen Energiewirtschaft, allerdings sind hierfür weitere Verbesserungen notwendig. Unter anderem müssen Fernwärmesysteme der 4. Generation in einem nachhaltigen Energiesystem folgende Fähigkeiten besitzen:
- Lieferung von Niedertemperaturwärme an neue oder energetisch sanierte Gebäude
- Transport von Wärme mit geringen Energieverlusten
- Aufnahme bzw. Recycling von Niedertemperaturwärme (z. B. Abwärme aus Industrieprozessen mit oder ohne Wärmepumpen) und Fähigkeit zur Einbindung erneuerbarer Wärmequellen wie Geothermie und Solarthermie
- Fähigkeit zur intelligenten Betriebsweise im Rahmen integrierter Energiesysteme, d. h. auf Sektorenkopplung basierenden Energiesystemen

Als Kernbestandteile solcher Systeme werden gut isolierte, vorgefertigte Rohre betrachtet, die mit Wassertemperaturen von 30 bis 70 °C arbeiten, um die Energieverluste niedrig zu halten und eine hohe Energieeffizienz des Gesamtsystems zu ermöglichen. Die Zirkulation des Warmwassers im Fernwärmenetz soll zur weiteren Verbesserung der Flexibilität sowohl zentral als auch dezentral erfolgen. Zudem sollen vor allem sanierte Gebäude im städtischen Raum mit Wärmeverbrauch von 50 bis 150 kWh/m² sowie Neubauten mit weniger als 25 kWh/m² Wärmeverbrauch pro Jahr versorgt werden, während in dünnbesiedelten Gebieten Wärmepumpenheizungen energieeffizienter und damit zweckmäßiger sind. Die Heizung in solchen Niedertemperaturfernwärmesystemen soll vor allem mit Flächenheizungen mit geringer Vorlauftemperatur wie Fußbodenheizungen und mit Niedertemperatur arbeitenden Radiatoren (50 °C) mit indirekter Versorgung erfolgen. Heißwasser soll entweder über Wärmetauscher mit 40–50 °C erfolgen, bei Niedertemperaturfernwärmesystemen mit nur 30 °C Vorlauftemperatur über eine Warmwasserwärmepumpe. Die Absenkung der Vorlauftemperatur gilt als wichtiger Faktor für die Erhöhung der Energieeffizienz des Fernwärmesystems und den Aufbau nachhaltiger Fernwärmenetze. So können KWK-Anlagen mehr Strom erzeugen, Industrieabwärme und geothermische Energie besser eingespeist werden und Wärmepumpen mit höherer Leistungszahl betrieben werden, zudem sinken die Übertragungsverluste. Hierdurch können Wärmepumpen leicht in Wärmenetze der 4. Generation integriert werden, während dies bei Systemen der 2. und 3. Generation nur mit Einschränkungen möglich ist.
Fernwärmesysteme der 4. Generation gewinnen zudem als Flexibilisierungskomponente für den zunehmend durch fluktuierende erneuerbare Energien geprägten Strommarkt an Bedeutung, beispielsweise durch Betrieb der Wärmepumpen bei Ökostromüberschuss oder alternativ der KWK-Anlagen bei nicht bedarfsdeckender Ökostromproduktion. Bisher stellt die gekoppelte Erzeugung von Strom und Wärme in KWK-Anlagen die wichtigste Verbindung zwischen Wärme- und Stromsektor dar. Zentrale KWK-Anlagen lassen aufgrund von Skaleneffekten eine erhöhte Stromausbeute zu. Solche flexiblen Erzeugungskapazitäten passen gut zur fluktuierenden Stromerzeugung erneuerbarer Energien. Zukünftig können Wärmenetze durch die Einbindung von flexibel gesteuerten Großwärmepumpen oder verschiedenen Power-to-Heat-Technologien einen zusätzlichen Beitrag zur Flexibilisierung des Energiesystems leisten. Wärmespeicher sollen zudem Flexibilität für Energiesysteme mit hohem Anteil variabler erneuerbarer Energien wie Windenergie und Solarenergie bieten und somit deren schwankende Energielieferung ausgleichen. Derartige Systeme, bei denen KWK-Anlagen, Wärmepumpen und Solare Fernwärme kombiniert werden, sind in Dänemark bereits in einigen Kommunen vorhanden und werden seit einiger Zeit um große Wärmespeicher mit teils über 100.000 m³ Fassungsvermögen erweitert, sodass je nach vorherrschenden Wetterbedingungen die passende Technologie eingesetzt werden kann.
Gegenstand der aktuellen Forschung sind auch neue Mehrleitersysteme zur Fernwärmeversorgung, die mehr Flexibilität hinsichtlich der Einspeisung erneuerbarer Energien bieten können. Bei Zweileiter-Fernwärmenetzen erfolgt die Wärmeversorgung von Verbrauchern vorwiegend aus dem Vorlauf. Dessen Temperatur orientiert sich zwangsläufig an der Verbraucherart im Netz mit dem höchsten Temperaturniveau. Ein-Mehrleiter-Wärmenetz ist im Gegensatz dazu mit unterschiedlichen Leitertemperaturen konzipiert. Dadurch wird das Temperaturniveau im Wärmenetz nicht mehr allein durch den Verbraucher mit den höchsten Temperaturanforderungen festgelegt, sondern kann an die vorliegende Verbraucher- und Erzeugerstruktur optimal angepasst werden. Eine Aufteilung in Vor- und Rücklauf entfällt bei diesem Konzept. Der Mehrleiteransatz führt zu einer Absenkung der mittleren Netztemperatur. Dadurch kann das Netz ebenfalls als Niedertemperaturwärmenetz charakterisiert werden. Die geringeren Temperaturen ermöglichen es, Quellen zu nutzen, die Niedertemperaturwärme liefern und bei Netzen mit hohen Vorlauftemperaturen nicht integrierbar sind. Mögliche Wärmequellen sind dabei Solarthermie, Abwasserwärme, Umweltwärme sowie industrielle und gewerbliche Abwärme.

## Sonderbauformen

### Kalte Fernwärme (Fünfte Generation)

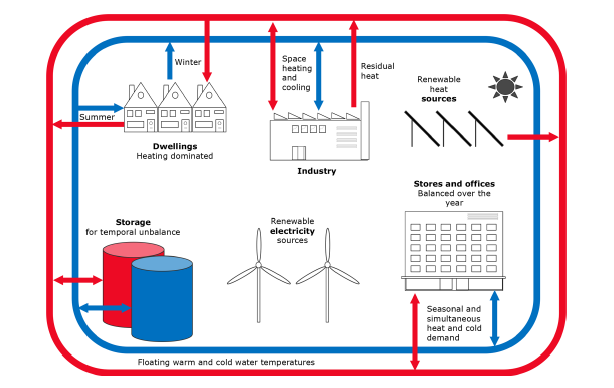
Schematische Funktionsweise eines kalten Nah- bzw. Fernwärmenetzes

Eine Sonderbauform von Fernwärmenetzen stellt die sogenannte „Kalte Fernwärme“ dar (oft auch als Fünfte Generation der Fernwärme bezeichnet), die erstmals im Kraftwerk Arzberg eingesetzt wurde. Hierbei wird kein heißer Dampf in der Turbine eines Kraftwerkes abgezweigt, was einen leichten Effizienzverlust bei der Stromerzeugung verursacht, sondern stattdessen das ungekühlte Kühlwasser nach dem Turbinenkondensator entnommen. Da die Temperaturen im Fernwärmenetz dadurch niedriger sind als bei herkömmlichen Wärmenetzen, wird die Vorlauftemperatur stattdessen beim Abnehmer mittels Wärmepumpe auf das jeweils nötige Niveau angehoben. Diese Bauform hat mehrere Vorteile gegenüber klassischen Systemen: Ein solches System ist ohne großen baulichen Aufwand in jedem bestehenden Kraftwerk nachrüstbar, zudem kann das Wärmenetz preisgünstig mit einfachen, unisolierten Plastikrohren gebaut werden, da einfaches Flusswasser verwendet wird, das nicht unter Druck steht. Unter Umständen kann auch auf einen Rücklauf zum Kraftwerk verzichtet werden, wenn das Wasser nach Wärmeabgabe in einen Fluss geleitet werden kann. Die Wärmepumpen arbeiten zudem sehr effizient, da die zu überbrückende Temperaturdifferenz zwischen Kühlwassertemperatur (25–35 °C) und Heizungsvorlauftemperatur gering ist. Auf diese Weise kann dieses System eine wirtschaftliche Alternative zu herkömmlichen Fernwärmesystemen sein. Voraussetzung hierfür sind nicht allzu große Transportentfernungen sowie wenig Steigung, da sonst der Pumpaufwand zu groß wird. Kleinere Systeme, die ihre Heizenergie anstelle von Kraftwerkskühlwasser häufig aus einer Vielzahl von Niedertemperaturwärmequellen wie Grundwasserbrunnen, Solarthermiekollektoren, Industrieabwärme oder Agrothermie erhalten können, werden als sogenannte Kalte Nahwärmesysteme bezeichnet.

### Fernkälte

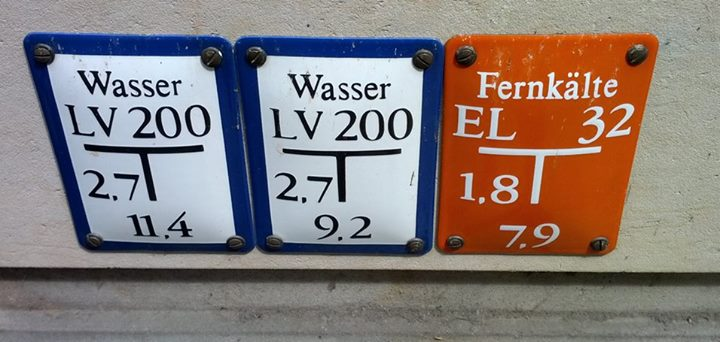
Fernkälte als Nutzungsmöglichkeit um Fernwärme im Sommer umzuwandeln

Ein großer Teil der verfügbaren Wärme wird nur in den kalten Wintermonaten benötigt. Deshalb wird nach Möglichkeiten gesucht, die Energie auch im Sommer zu nutzen. Ein sinnvolles Einsatzgebiet ist die Fernkälte. Dabei wird dem Kunden wie im Winter heißes Wasser geliefert, welches vor Ort mit Hilfe von Absorptionskältemaschinen Kälte erzeugt. Dieses Verfahren wird zurzeit für Einrichtungen mit großem Kältebedarf, zum Beispiel Krankenhäuser oder Einkaufszentren, eingesetzt. In Chemnitz gibt es einen zentralen Kältespeicher, der Einrichtungen in der Stadt versorgt. Möglich ist auch die Kopplung von Fernwärmenetzen mit Kältenetzen, sodass die bei der Kälteproduktion anfallende Abwärme zu Heizzwecken genutzt werden kann. Dies kann direkt oder über Wärmespeicher geschehen.

## Betrieb
Bei Auslegung und Betrieb von Fernwärmenetzen und der Wahl der Betriebsweise sind zahlreiche Faktoren zu beachten:
- Summation der zeitabhängigen Abnehmerforderungen bezüglich Wärme- und Masseströmen unter Beachten der Gleichzeitigkeit;
- Ermittlung der Temperaturverläufe im Rohrnetz unter Berücksichtigung der Transportzeiten in den Rohrstrecken;
- Möglichkeiten der Wärmespeicherung im Netz mit dem eventuellen Ziel, die Spitzenlast an der Einspeisung zu senken bzw. bei Heizkraftwerken einen begrenzten Vorrang der Stromerzeugung zu ermöglichen;
- Druckverluste in den Netzabschnitten;
- Gestaltung der Druckhalteanlagen (z. B. dynamische Mitteldruckhaltung oder statische Saug- oder Enddruckhaltung) in Abhängigkeit von der Netzgeometrie, den geodätischen Unterschieden längs der Trassen und der erforderlichen Volumenausgleichsströme sowie Fixierung des Ruhedruckes und Einordnung des maximalen Betriebsdruckverlaufs in sogenannten Druckschaubildern;
- Optimale Bemessung der Rohrdurchmesser und der Rohrdämmung mit dem Ziel minimaler Jahresgesamtkosten;
- Optimale Fahrkurven.

## Vor- und Nachteile
Fernwärme hat gegenüber individuellen Heizsystemen verschiedene Vorteile
- Bei Industrieprozessen entstehende Abwärme kann einer weiteren Nutzung zugeführt werden.[37]
- Steigerung der Effizienz durch Kopplung von Wärme- und Kältenetzen.[38]
- In der Regel ist Fernwärme aufgrund der gleichzeitigen Erzeugung von Wärme und Strom aus Kraft-Wärme-Kopplungsanlagen energieeffizienter.[39]
- Auf den Verbraucher kommen geringere Investitionen zu, da auf die Struktur individueller Heizsysteme (z. B. Heizkessel, Verbrennungsanlage, Brennstofflager oder Schornstein) und deren Wartung verzichtet werden kann.[40][41]
- Größere Verbrennungsanlagen verfügen über eine effizientere Rauchgasreinigung als Einkesselanlagen.[42]

Nachteile
- In der Regel ist Fernwärme im Betrieb (d. h. unter Verzicht auf die Betrachtung der Anschaffungskosten einer dezentralen Heizung) teurer als andere Heizsysteme[43] und individuelle Heizsysteme können, im Gegensatz zu Fernwärmesystemen, je nach lokalem Wärmebedarf intermittierend komplett abgeschaltet werden.
- Ein weiterer Nachteil ist, dass jedes Fernwärmenetz ein lokales Monopol ist.[44] Somit ist der Wechsel zu einem anderen Versorger nicht möglich und der Verbraucher bindet sich so langfristig an einen Anbieter.[44]
- Fernwärmenetze sind nur in dicht besiedelten Gebieten wirtschaftlich, da die Verlegung der Netze und der Bau der Erzeugungsanlagen in der Regel mit erheblichen Kosten verbunden sind.[44] Für Gebiete mit geringer Bevölkerungsdichte ist Fernwärme somit weniger attraktiv, da die Investition pro Haushalt deutlich höher ist.

## Rechtliche Situation in Deutschland

### Definition durch den Bundesgerichtshof
Der Bundesgerichtshof definiert den Rechtsbegriff Fernwärme wie folgt:

„Wird aus einer nicht im Eigentum des Gebäudeeigentümers stehenden Heizungsanlage von einem Dritten nach unternehmenswirtschaftlichen Gesichtspunkten eigenständig Wärme produziert und an andere geliefert, so handelt es sich um Fernwärme. Auf die Nähe der Anlage zu dem versorgten Gebäude oder das Vorhandensein eines größeren Leitungsnetzes kommt es nicht an.“

### Rechtliche Grundlagen
Grundlage für die Versorgung mit Fernwärme ist ein Wärmeliefervertrag. Grundlagen hierfür sind unter anderem das BGB und die Verordnung über allgemeine Bedingungen für die Versorgung mit Fernwärme (AVBFernwärmeV) in der jeweils geltenden Fassung.

### Fernwärme und Wohnungseigentum
Vertragspartner ist in der Regel der Wohnungs- oder Gebäudeeigentümer, jedenfalls derjenige, der die Verfügungsbefugnis über den Hausanschluss hat.

### Kartelle bei der Herstellung von Fernwärmeleitungen
Die Anzahl der Leitungshersteller ist relativ gering. So kam es in den 1990er Jahren dazu, dass Preise, Marktanteile und abzugebende Angebote für Großprojekte im Vorfeld durch ein Kartell bestimmt wurden. Als Beispiel dazu ist der Wärmeverbund Leipzig-Lippendorf zu erwähnen. In der abschließenden Bietrunde forderte VEAG, die es klar als Nachteil empfand, dass die sechs Hersteller nicht gegeneinander bieten wollten (Preise waren zwischen 33 und 34 Mio. ECU), Powerpipe zur Abgabe eines Angebots auf. Nach Erhalt des Powerpipe-Angebots über rund 26 Mio. DEM entschied die VEAG am 21. März 1995, Powerpipe den Zuschlag zu erteilen. Jährliche Preiserhöhungen von 15 % wurden üblich. Mitbewerber außerhalb des Kartells wurden durch Tiefpreise im Eigenmarkt sowie Unterdrückung und Androhung der Vorlieferanten benachteiligt. Dadurch wurde verhindert, dass Powerpipe als Nichtmitglied ihren Verpflichtungen für das Fernwärmenetz Leipzig-Lippendorf nachkam und fristgerecht liefern konnte. Die Untersuchungskommission hat diese teils schriftlichen Absprachen festgestellt. Mitglieder dieses Kartells waren europäische Hersteller, die teils auch heute existieren wie z. B. Logstor, isoplus, Starpipe, Brugg, Ke-kelit. Das Kartell war nebst Deutschland auch in Österreich und der Schweiz tätig und agierte später auch international. Die Geschäftsführer trafen sich als „Elefantengruppe“ und bestimmten die Quoten und zukünftige Marktanteile jeweiliger Mitglieder. Die Entscheidung des Gerichtshofs bestätigte die Tätigkeiten der Kartellmitglieder. Die geschädigte Firma Powerpipe überstand den Prozess nicht. Rohrhersteller, die sich auf reine Kunststoffleitungen fokussierten, blieben stets außerhalb des Kartells. Das Kartell wurde selbst nach den Nachprüfungen der Staatsanwaltschaft fortgesetzt, was auch im Urteil festgehalten wurde.

### Monopolstellung
Fernwärmeversorger haben eine Monopolstellung, weil Kundinnen und Kunden meist Verträge über eine lange Zeit abschließen müssen. Das Bundeskartellamt eröffnete (Stand Februar 2024) Verfahren gegen insgesamt sechs Stadtwerke und Fernwärmeversorger wegen des Verdachts missbräuchlich überhöhter Preissteigerungen.
Nachdem die MVV Energie AG erklärt hatte die Gasversorgung bis 2035 einzustellen, erhöhte sie die Preise für einen Neuanschluss ans Fernwärmenetz drastisch. Die Interessengemeinschaft Kunden der MVV Energie AG kritisierte dies und sprach von Monopolbildung.

## Fernwärme in einzelnen Staaten

### China
Mit Stand 2015 verfügte China über das größte Fernwärmenetz der Welt. Insgesamt verfügten die chinesischen Fernwärmesysteme über etwas über 200.000 km Leitungsnetz, von denen gut 192.000 km mit Heißwasser und gut 11.000 km mit Dampf betrieben wurden. Hauptenergielieferant war Kohle, die zu dem Zeitpunkt mehr als 90 % der Fernwärmeenergie lieferte. Mit einem Verbrauch von 185 Mio. Tonnen Kohleäquivalent verbrauchten die chinesischen Fernwärmesysteme 2015 mehr Energie als das Vereinigte Königreich insgesamt. Um die Umwelt- und Gesundheitsauswirkungen des Systems zu senken, hat sich China Ziele gesetzt, vermehrt auf sauberere Energiequellen zu setzen. Daneben existieren große Potentiale die Nutzung von Abwärme, die Steigerung der Energieeffizienz sowie für die Nutzung erneuerbarer Energien. Eine weitere Möglichkeit stellt die Nutzung von nuklearer Fernwärme dar. Die Stadt Haiyang in der Provinz Shandong wechselte 2021 komplett auf nukleare Fernwärme aus dem Kernkraftwerk Haiyang.

### Dänemark
Im Jahr 2013 wurden in Dänemark 62 % aller Haushalte mit Fernwärme beheizt, in städtischen Räumen existieren fast ausschließlich Fernwärmeanschlüsse. Insgesamt gab es in Dänemark ca. 1,6 Millionen Haushalte mit Fernwärmeanschluss, verglichen mit ca. 400.000 Haushalten mit Erdgasheizung und 314.000 Haushalten mit Ölheizungen. Rund 30.000 Haushalte nutzten im Haus installierte Wärmepumpen. Bei Neubauten darf in Dänemark seit Anfang 2013 keine Gas- oder Ölheizung mehr eingebaut werden. Bei Bestandsimmobilien gilt das Verbot seit 2016. Seit dem Verbot nimmt der Absatz von Wärmepumpen deutlich zu. Zur Finanzierung der dänischen Energiewende zahlen die Verbraucher seit Jahresbeginn 2013 eine „Versorgungssicherheitsgebühr“. Sie wird auf fast alle Brennstoffe fällig und steigt schrittweise bis 2020[veraltet]. Am Ende soll jeder Haushalt 175 Euro mehr fürs Heizen zahlen.
Derzeit werden die Fernwärmenetze noch vorwiegend mit Biomasse und fossilen Energieträgern geheizt, wozu vorwiegend Heizkraftwerke und größere Blockheizkraftwerke mit Kraft-Wärme-Kopplung eingesetzt werden. Im Zuge des von der dänischen Regierung gefassten Ziels, das Land bis 2050 vollständig mit erneuerbaren Energien zu versorgen, stehen fossile Energieträger aber zukünftig nicht mehr zur Verfügung, während die Biomasse vorwiegend im Verkehrssektor eingesetzt werden soll. Daher sollen die Fernwärmenetze in Zukunft vorwiegend mit Großwärmepumpen gespeist werden, die wiederum ihre Energie von Windenergie- und Photovoltaikanlagen beziehen sollen. Neben der Versorgung der Fernwärmenetze sollen diese Wärmepumpen insbesondere eine wichtige Rolle beim Ausgleich der schwankenden Stromproduktion dieser Energiequellen einnehmen. Seit einigen Jahren findet in Dänemark ein starker Ausbau großer Wärmespeicher mit bis über 100.000 m³ Fassungsvermögen statt, um die Fernwärmesysteme flexibler betreiben zu können. In Kombination mit KWK-Anlagen, Großwärmepumpen oder Solarthermieanlagen ermöglichen diese einen variablen Betrieb der Erzeuger, sodass je nach momentaner Stromnachfrage KWK-Anlagen Strom und Wärme liefern können oder alternativ Wärmepumpen oder Power-to-Heat-Anlagen Überschussstrom aus dem Netz ziehen und Wärme einspeisen bzw. zwischenspeichern können.
Dänemark ist zugleich ein Pionier der solaren Fernwärme. Mit Stand September 2016 waren mindestens 26 größere Anlagen mit einer kumulierten Kollektorfläche von 1.000.000 m² installiert. Bis 2050 strebt Dänemark an, ca. 40 % des dänischen Wärmebedarfs durch Solarthermieanlagen zu gewinnen. 80 % dieser Energie soll durch solare Fernwärme gewonnen werden.

### Deutschland

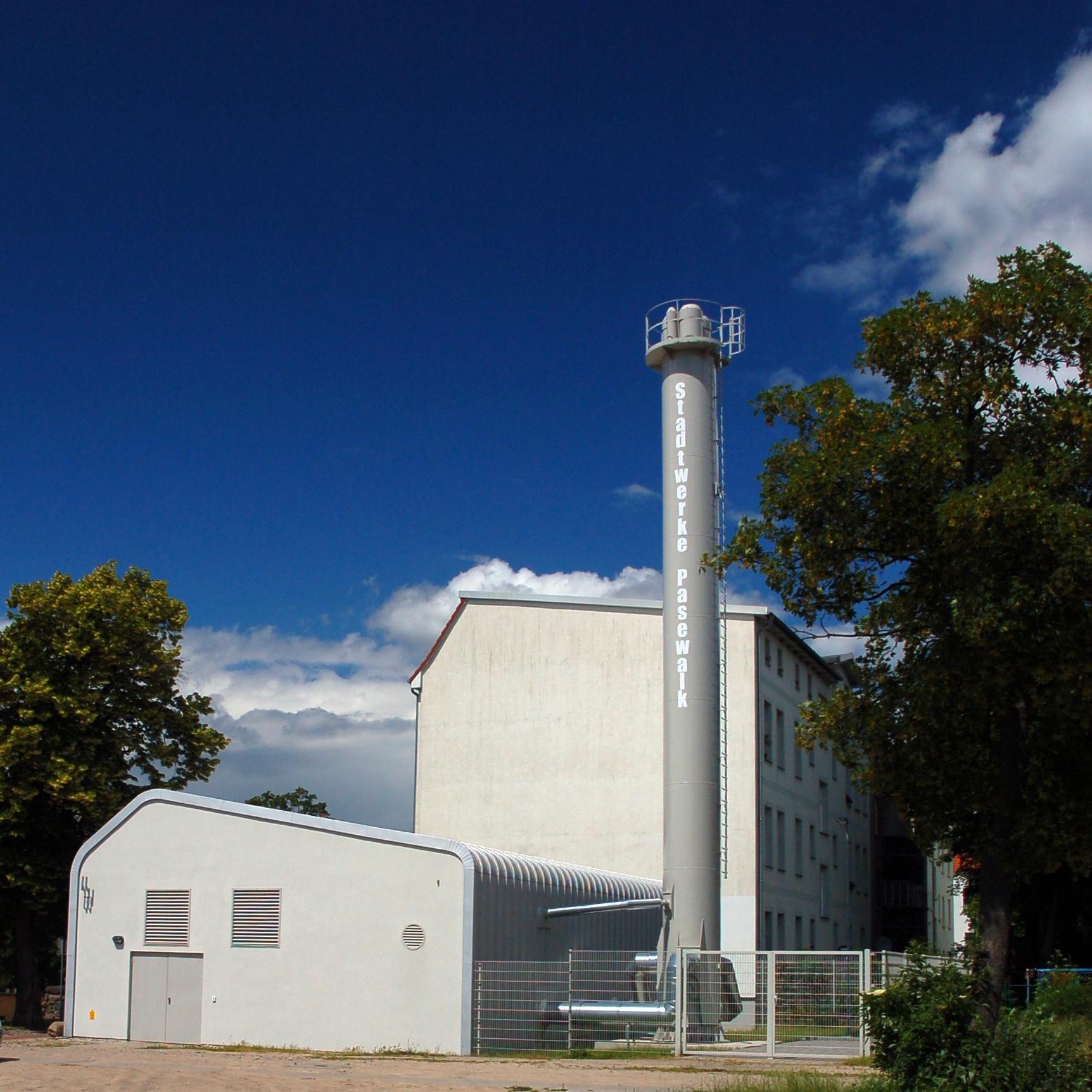
Heizhaus in Pasewalk

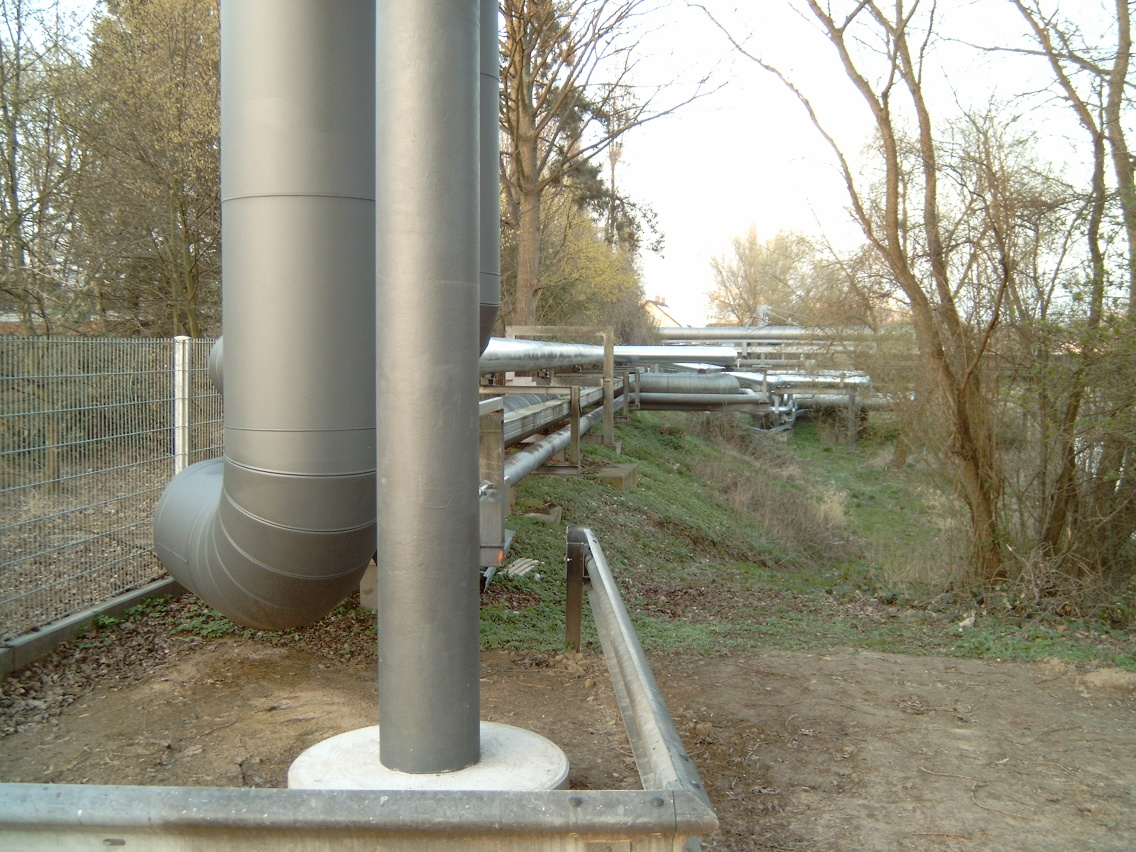
Oberirdische Fernwärmeleitungen in Hameln

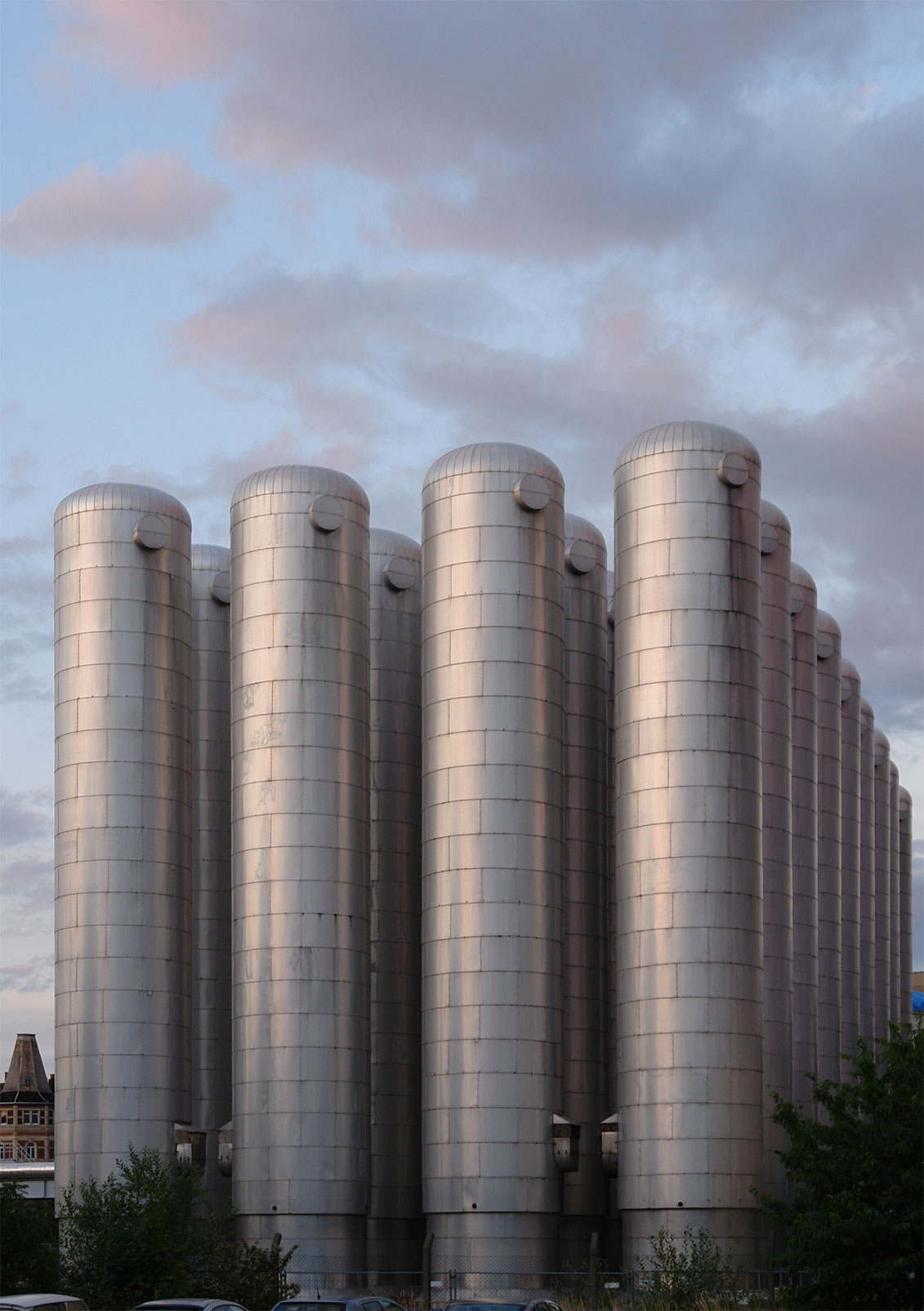
Fernwärmespeicher in Chemnitz

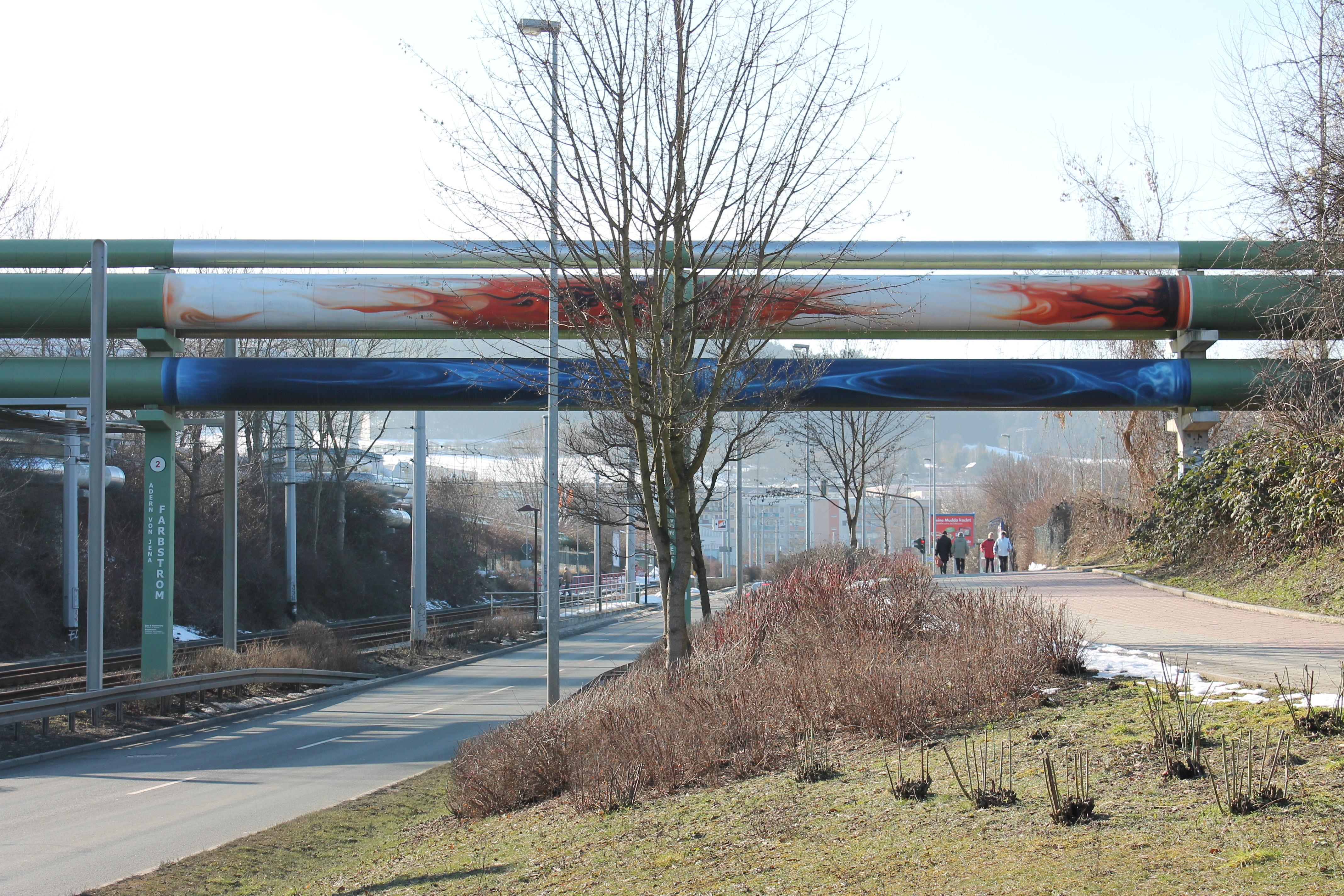
Die Adern von Jena, künstlerisch gestaltete Fernwärmeleitungen

Etwa 9 % des gesamten Wärmebedarfs in Deutschland wird heute durch Wärmenetze gedeckt und 14 % des Wohngebäudebedarfs. Im Jahr 2017 lieferten Fernwärmenetze 161 TWh an Energie aus, abzüglich 7 % Wärmeverluste in den Netzen kamen 149 TWh bei Kunden an. Wichtigste Kunden waren Privathaushalte vor der Industrie, die zusammen zwei Drittel der Energie nachfragten. Rund die Hälfte der Energie wurde aus Erdgas gewonnen, etwa ein Viertel aus Kohle, erneuerbare Energien lagen bei 7 %, Tendenz steigend. Die Länge des deutschen Fernwärmenetzes betrug 2017 insgesamt 26.400 km. Der Anteil der Fernwärme am Energiemarkt ist in den östlichen Bundesländern wesentlich höher als in den westlichen Bundesländern.
Die größten deutschen Fernwärmenetze sind in Berlin, Hamburg und München zu finden. Flensburg gehört zu den Städten mit dem höchsten Marktanteil bei Fernwärme (>90 %). Vorbild für Flensburg waren diejenigen dänischen Städte an der Ostsee, die eine etwa gleiche Fernwärmedichte aufweisen.
Der Marktanteil des Stroms aus der Kraft-Wärme-Kopplung (KWK) lag 2006 bei 7 % der Bruttostromerzeugung und im Jahr 2013 wurden 96 TWh Strom in Kraft-Wärme-Kopplung (KWK) erzeugt; der Anteil lag damit bei rund 16 %.
|                                     | 1992    | 2005    |
| ----------------------------------- | ------- | ------- |
| Unternehmen                         | 216     | 240     |
| Netzlänge [km]                      | 14.136  | 19.284  |
| Hausübergabestationen               | 218.841 | 324.531 |
| Wärmeanschlusswert [MW]             | 55.336  | 52.729  |
| Wärmenetzeinspeisung [TJ/a]         | 349.413 | 313.902 |
| Wärmenetzeinspeisung [GWh/a]        | 97.060  | 87.857  |
| Anteil KWK [%]                      | 66      | 83      |
| Anteil Heizwerke [%]                | 37      | 16      |
| Anteil Abwärmenutzung [%]           | 2       | 1       |
| Stromerzeugung aus KWK gesamt [GWh] | k. A.   | 35.604  |
| davon aus eig. Anlagen [GWh]        | 22.700  | 31.103  |

In bestehenden Wärmenetzen wird 83 % der durchgeleiteten Wärmeenergie aus KWK-Anlagen gewonnen; dabei kommen zum weit überwiegenden Anteil fossile Brennstoffe zum Einsatz. Die Kraft-Wärme-Kopplung reduziert den Ausstoß des Treibhausgases Kohlendioxid (CO2). Die Arbeitsgemeinschaft für Wärme und Heizkraftwirtschaft (AGFW) beziffert die CO2-Ersparnis durch die Fernwärmenutzung für 2002 auf 7,5 Mio. Tonnen. Eine vergleichsweise günstige CO2-Bilanz haben Biomasseheizkraftwerke.
Der EE-Anteil an der Fernwärmeversorgung betrug um 2015 ca. 10 % und beruhte auf der Verbrennung von Biomasse, deren Anteil um 2015 bei ca. 4 % lag, sowie vor allem auf Abwärme aus Müllverbrennungsanlagen, die aufgrund des biogenen Abfallanteils zu 50 % als erneuerbar bewertet wird.
In einem Ausbau der Fernwärme, die in Heizkraftwerken erzeugt wird, liegen noch deutliche Potenziale zur Senkung der Emissionen, insbesondere der von CO2. Die Fernwärmenetze sind in den letzten zehn Jahren zwar ausgebaut worden, was Netzlänge und die Anzahl der Übergabestationen betrifft. Vor allem in älteren Fernwärmenetzen ist zudem häufig die Situation anzutreffen, dass vornehmlich Großabnehmer angeschlossen sind, nicht jedoch die entlang der Fernwärmeleitungen liegenden Wohngebäude. Vor allem privatrechtliche Hemmnisse, aber auch die damit verbundenen Investitionskosten erschweren den nachträglichen Anschluss dieser Wohngebäude, wohingegen die vorhandenen Leitungskapazitäten wegen des allgemein sinkenden Wärmebedarfs meist kein Hindernis darstellen. In mit Fernwärme erschlossenen Neubaugebieten können Kommunen aus Gründen des Klimaschutzes für alle Grundstücke einen Anschluss- und Benutzungszwang für die Nutzung der Fernwärme vorschreiben. Dieser Anschluss- und Benutzungszwang ist mit einem Urteil des Bundesverwaltungsgerichtes rechtmäßig.
Das Bundeskartellamt hat nach Hinweisen auf missbräuchlich überhöhte Preise den Fernwärmemarkt einer so genannten „Sektoruntersuchung“ unterzogen. Ein insgesamt überhöhtes Preisniveau im Fernwärmesektor stellt die Behörde nicht fest. Sie hat aber die Versorger hinter mindestens elf Fernwärmenetzen ab einem Kilometer Leitungslänge im Verdacht, missbräuchlich überhöhte Preise zu kassieren und prüfte 2012, ob förmliche Verfahren einzuleiten sind. Welche Versorger und Netze betroffen sind, war unklar. Stiftung Warentest hatte gezielt nachgefragt und sieht die Behörde in der Pflicht, die betroffenen Unternehmen zu nennen.
Einer Studie der Fraunhofer-Einrichtung für Energieinfrastrukturen und Geothermie IEG zufolge ließen sich durch die breitenwirksame Anwendung von Großwärmepumpen in Fernwärmenetzen für Industrie und Haushalte bis zu drei Viertel des deutschen Erdgasverbrauchs einsparen. Mit Stand Januar 2024 waren in Deutschland mindestens 48 Großwärmepumpen mit mindestens 500 kW Wärmeleistung in Betrieb; 53 weitere Projekte waren angekündigt oder geplant.

#### Berlin
Das Berliner Fernwärmenetz gilt als das größte in Westeuropa und wird europaweit lediglich von Warschau und Moskau übertroffen. Es versorgt mit seinen 1.875 km Rohrleitung 1,2 Mio. Wohneinheiten. Allein Vattenfall betreibt in Berlin neben zentralen Heizkraftwerken mindestens 50 dezentrale Blockheizkraftwerke und 235 weitere Versorgungsanlagen. Der Brennstoffmix in den elf Berliner Heizkraftwerken zeigt folgende Verteilung: 50 % Steinkohle, 31 % Erdgas, 14 % Braunkohle und 5 % sonstige Energieträger wie Holz. Der Anteil erneuerbarer Energieträger beim 8.500 GWh umfassenden Wärmeabsatz fällt demzufolge derzeit relativ gering aus. Je nach Endkunde werden Temperaturen von bis zu 135 °C erreicht, wobei die Rohrleitungen bis zu 16 bar standhalten müssen. Der maximale Durchmesser der Leitungen beträgt 1,22 m. Durch ständige Erweiterungen wird das Netz jährlich um rund 25 km ergänzt.

#### Greifswald
Das von Greifswald im 20 km entfernten Lubmin erbaute Kernkraftwerk Lubmin (auch: Kernkraftwerk Nord) deckte ca. 10 % des Strombedarfs der DDR und diente bis 1990 auch dazu, vorrangig die südlichen Neubaugebiete von Greifswald mit Fernwärme zu versorgen. Ziel war, als erste Stadt der DDR schornsteinfrei zu werden. Nach Stilllegung der Kraftwerksblöcke wurde die fehlende Fernwärme behelfsmäßig durch Ölheizkessel und ab 1995 größtenteils durch erdgasbetriebene Blockheizkraftwerke und eine Gasturbinenanlage, alle direkt in Greifswald, erzeugt.

#### Flensburg
In den 1960er Jahren begann der Selbsthilfe-Bauverein Häuser im Stadtteil Fruerlund mit Fernwärme zu versorgen (Vgl. dort). Schließlich begann 1969 die Stadtwerke Flensburg mit dem Aufbau des städtischen Fernwärmenetzes, dem das des Selbsthilfebauvereins angeschlossen wurde. Das städtische Kraftwerk wurde bis 1971 zu einem Heizkraftwerk mit 170 MW elektrischer und ca. 800 MW thermischer Leistung umgerüstet. Als Primärenergie wird Steinkohle eingesetzt, 2004 ca. 300.000 t. Seit 2008 werden zusätzlich Ersatzbrennstoffe sowie Holzhackschnitzel verfeuert, ihr Anteil kann bis zu 25 % des Brennstoffes ausmachen. In das Netz sind vier Reserveheizwerke integriert. Das Versorgungsgebiet umfasst die Stadt Flensburg, die Stadt Glücksburg, die Gemeinde Harrislee und den dänischen Grenzort Padborg. Ab 2010 wird die Gemeinde Wees (1 km östlich von Flensburg) an das Fernwärmenetz angeschlossen.
Das Leitungsnetz umfasst 577 km. Dieses Netz beliefert über 15.000 Anschlüsse im Versorgungsgebiet mit ca. 1000 GWh pro Jahr (Stand 2004).
Der Anteil der Fernwärme am Wärmemarkt (Raumwärme und Warmwasserbereitung) im Versorgungsgebiet Flensburg beträgt ca. 98 %. Diese hohe Quote basiert vor allem auf einem in der Stadt geltenden Anschluss- und Nutzungszwang.

#### Kiel
In Kiel werden 60 Prozent der Stadtwerkekunden durch den 1368 Meter langen Fernwärmetunnel Kiel versorgt, der unterhalb der Kieler Förde verläuft. Die Wärmeversorgung wurde größtenteils durch das Gemeinschaftskraftwerk Kiel bereitgestellt, welches 2019 durch das mit Gasmotoren betriebene Küstenkraftwerk ersetzt wurde. Das Kieler Fernwärmenetz hat eine Gesamtlänge von 374 Kilometern.

### Österreich
In den 1950er Jahren wurde in Österreich mit der Fernwärmeversorgung in den Städten Baden, Klagenfurt und Wels; begonnen. 1980 waren 83.000 Wohnungen mit Fernwärme beheizt, zehn Jahre später 226.000 und 2010 bereits 758.000 Wohnungen. Im Jahre 2012 waren 22 % (2010 21 %) der österreichischen Wohnungen mit Fernwärme beheizt. In Österreich wurden im Jahr 2003 etwa 14,9 TWh an Fernwärme, vor allem in den großen Ballungszentren verbraucht. Im Jahre 2013 kamen mit überwiegenden Anteil von über 40 % die Brennstoffe Biomasse und Hausmüll, Erdgas und Heizöl und weiters 4 % Kohle und 7 % Mineralöle zum Einsatz. Der Erdgaseinsatz ist rückläufig: Betrug der Erdgaseinsatz für die Fernwärmeproduktion im Jahre 2007 über 50 % ist dieser im Jahre 2013 auf 39 % gefallen. Außerhalb von Wien und Stadt Salzburg haben sich vor allem in den kleineren Fernwärmenetzen in ländlichen Regionen die erneuerbaren Energieträger durchgesetzt.

#### Niederösterreich

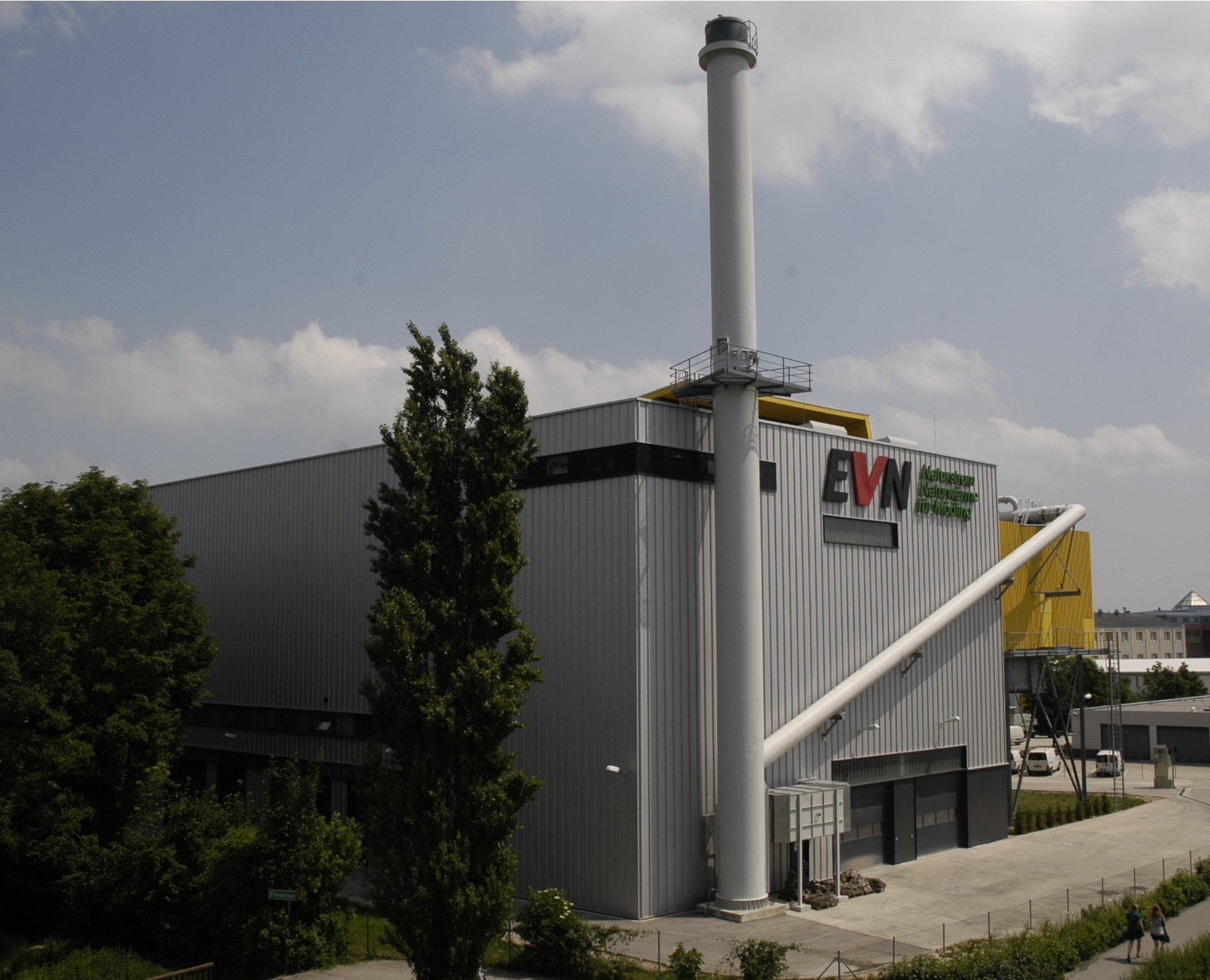
Biomasseheizkraftwerk Mödling mit rund 28 MW Leistung

In Niederösterreich existieren neben den großen Biomasseheizkraftwerken in den Ballungszentren auch kleinere, vorwiegend mit Biomasse betriebene Fernheizwerke. Betrieben werden diese von großen Energieversorgern, Kommunen und Gewerbetreibenden, aber auch von Genossenschaften. Im Jahr 2005 wurden 271 Biomasseheizwerke mit Holz und Holzabfällen betrieben, weitere neun mit Stroh. Diese 280 Anlagen erreichten eine Gesamtleistung von insgesamt 322 MW. Die Errichtung derartiger Anlagen wird mit bis zu 40 % der Nettoinvestitionskosten gefördert. Im Jahr 2006 stieg die Leistung der Biomasseheizwerke und der Heizkraftwerke auf 589 MW bei 345 installierten Anlagen, 2007 waren es schon 684 MW bei 371 Anlagen. Zu den größten mit nachwachsenden Rohstoffen betrieben Fernwärmenetzen zählen das Fernwärmenetz Baden, das Fernwärmenetz des Großraumes Mödling, Wiener Neustadt, Krems an der Donau und Amstetten.

#### Oberösterreich

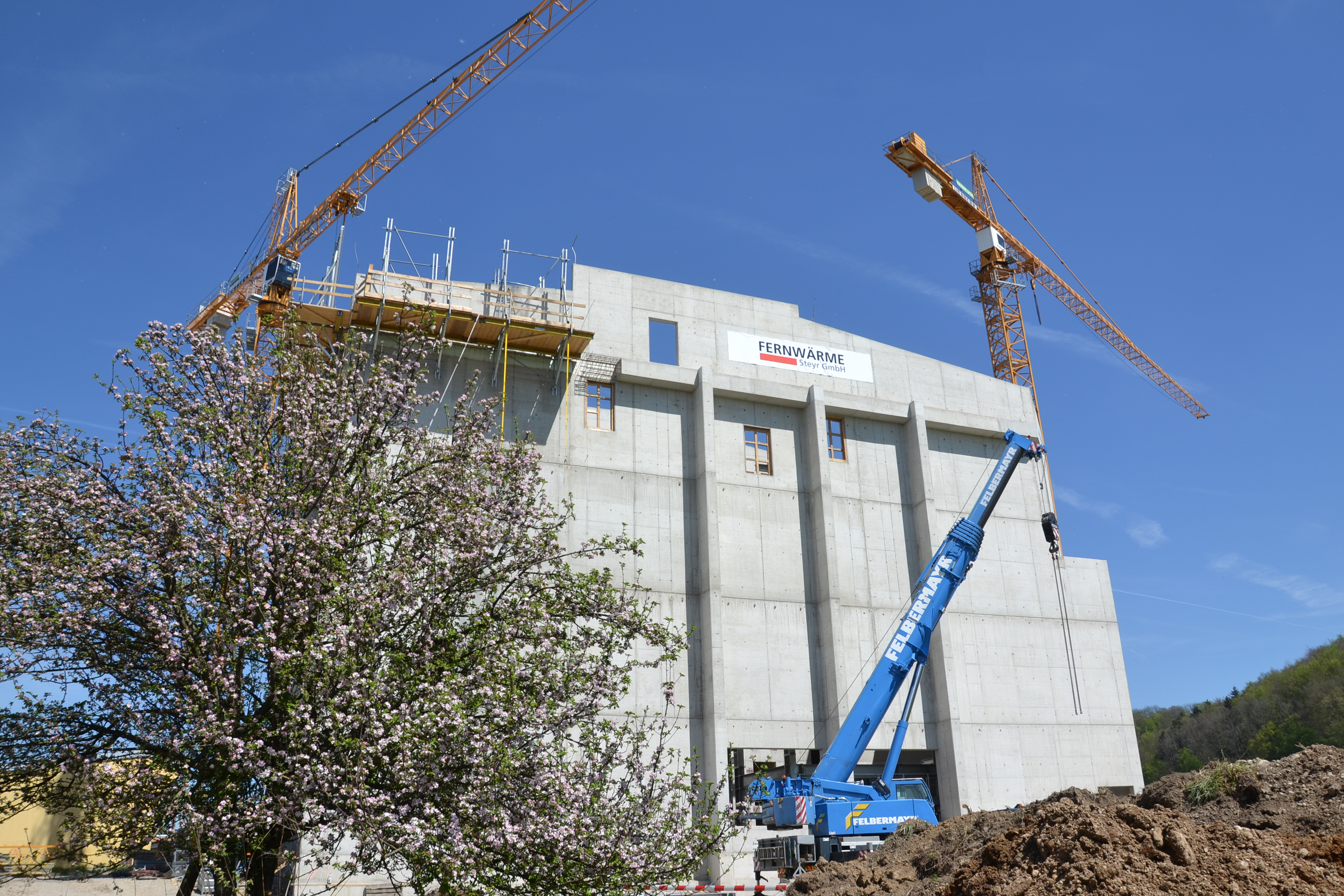
Biomasseheizkraftwerk Steyr im Bau

In Linz werden 90 % aller öffentlichen Gebäude und rund 55.000 Wohnungen mit Fernwärme von der Linz AG versorgt, der Marktanteil der Fernwärme ist 65 %. Dabei setzt Linz seit 2005 in der Erzeugung der Wärme auf ein Biomasseheizkraftwerk mit einer Wärmeleistung von 21 MW; ab 2012 speist auch die Abfallverbrennung in das Netz ein, sodass in Linz rund die Hälfte der Wärme erneuerbar ist. Auch das (Heiz)Kraftwerk der voestalpine Stahl GmbH in Linz wird mit Kokereigas, Gichtgas, Tiegelgas (entsteht beim Einblasen von Sauerstoff in Tiegel bei der Stahlherstellung) und Erdgas betrieben und Strom und Heißdampf erzeugt, es liefert Abwärme als Fernwärme auch an private Haushalte im Stadtgebiet von Linz. In Mauthausen, Gunskirchen und Schärding wurden ab 2010 neue Biomassefernheiznetze aufgebaut. Die Energie AG betreibt Fernwärmenetze in Kirchdorf an der Krems, Riedersbach, Vöcklabruck, Aschach an der Donau und Steyr, welches seit 2012 von einem zweiten Biomasseheizkraftwerk gespeist wird.

#### Salzburg
In der Stadt Salzburg werden rund 25.000 Kunden aus einem ca. 250 km langen Fernwärmenetz versorgt, welches großteils von fossil betrieben Kraft-Wärme-Kopplungen gespeist wird. Im gesamten Bundesland sind bis 2006 bereits 67 Biomasseheizwerke mit einer installierten Leistung von rund 150 MW in Betrieb, und die dadurch erzielten CO2-Einsparungen betragen über 125.000 t pro Jahr. Im Raum Lofer und St. Martin bei Lofer ist ein über 50%iger Versorgungsanteil an Biomassefernwärme an der gesamten Wärmeerzeugung gegeben.

#### Steiermark
Von 1985 bis 2012 sind in der Steiermark über 150 Nah- und Fernwärmenetze entstanden, die mit Biomasse betrieben werden.
In der Landeshauptstadt Graz wurde im Jahre 2012 die Fernwärmeversorgung neben der Versorgung aus dem Kohlekraftwerk Mellach zusätzlich mit dem neuen fossil beheizte Gas-Kombikraftwerk Mellach ergänzt. Von diesem Kraftwerksstandort werden rund 80 % des Grazer Fernwärmebedarfs gedeckt. Rund 30 % der Grazer Haushalte werden mit Fernwärme versorgt. Aufgrund der wesentlich geänderten Marktbedingungen an den Strombörsen kommt das Gas-Kombikraftwerk Mellach seit 2013 meist nur zur Netzstützung zum Einsatz. Die Energie Steiermark plante (Stand 2016, noch nicht umgesetzt) mit weiteren Unternehmen, einen Teil der Fernwärme durch Solarthermie zu decken. Dazu sollte ein aus Solarkollektoren bestehender Solarpark mit einer Größe von 15 bis 45 ha sowie ein dazugehörender saisonaler Wärmespeicher errichtet werden. Bei Realisierung der 45-ha-Variante soll die Anlage ca. 230 GWh Wärmeenergie liefern, was etwa 20 % des Grazer Fernwärmebedarfes entspricht. Der zugehörige Speicher zum jahreszeitlichen Ausgleich hätte ein Fassungsvermögen von ca. 1,8 Mio. Kubikmetern, die Kosten dieser Variante werden auf ca. 200 Mio. Euro geschätzt. Von der Flächengröße her ist nur außerhalb der Stadt Graz dafür Platz. Vor Bau dieser Anlage wurde bereits eine 7750 m² (= 0,77 ha) Sonnenkollektoren am Gelände des Fernheizwerks Graz-Süd, Puchstraße 51, errichtet. Die Anlage ist die größte Solarthermieanlage Österreichs (Stand 5. September 2016). Für die erstmalige Nutzung der Abwärme der wenige Kilometer nördlich der Stadt Graz liegenden Papierfabrik in Gratkorn wurde 2016 eine Fernwärmeleitung verlegt und nun Wärme in das Stadtnetz eingespeist. Das etwas südlich des Hauptbahnhofs liegende Stahlwerk Marienhütte soll für das anliegende Stadtentwicklungsgebiet Reininghaus Abwärme als Fernwärme liefern, In Getreidesilos sollen Ganzjahres-Wärmespeicher eingebaut werden.
In Bad Aussee wurde 2002 ein Biomasse-Fernwärmenetz von der Wien Energie mit einer jährlichen Arbeit von 23 GWh und 13 MW Anschlussleistung aufgebaut, welches im Jahre 2009 vom örtlichen Landesenergieversorger erworben wurde.

#### Tirol
Seit dem Jahre 1978 besteht in Kufstein ein Fernwärmenetz, welches auf 29 km Trassenlänge rund 4000 Haushalte versorgt; im Jahre 2003 wurde die Wärmeerzeugung von Blockheizmotoren und Erdgaskesseln auf ein Biomasseheizkraftwerk umgestellt. Ein großes Fernwärmenetz wurde ab 2011 im Bereich Wattens, Innsbruck Neu-Rum und Olympische Dorf aufgebaut, welches mit Abwärme aus der Industrie gespeist wird.

#### Wien

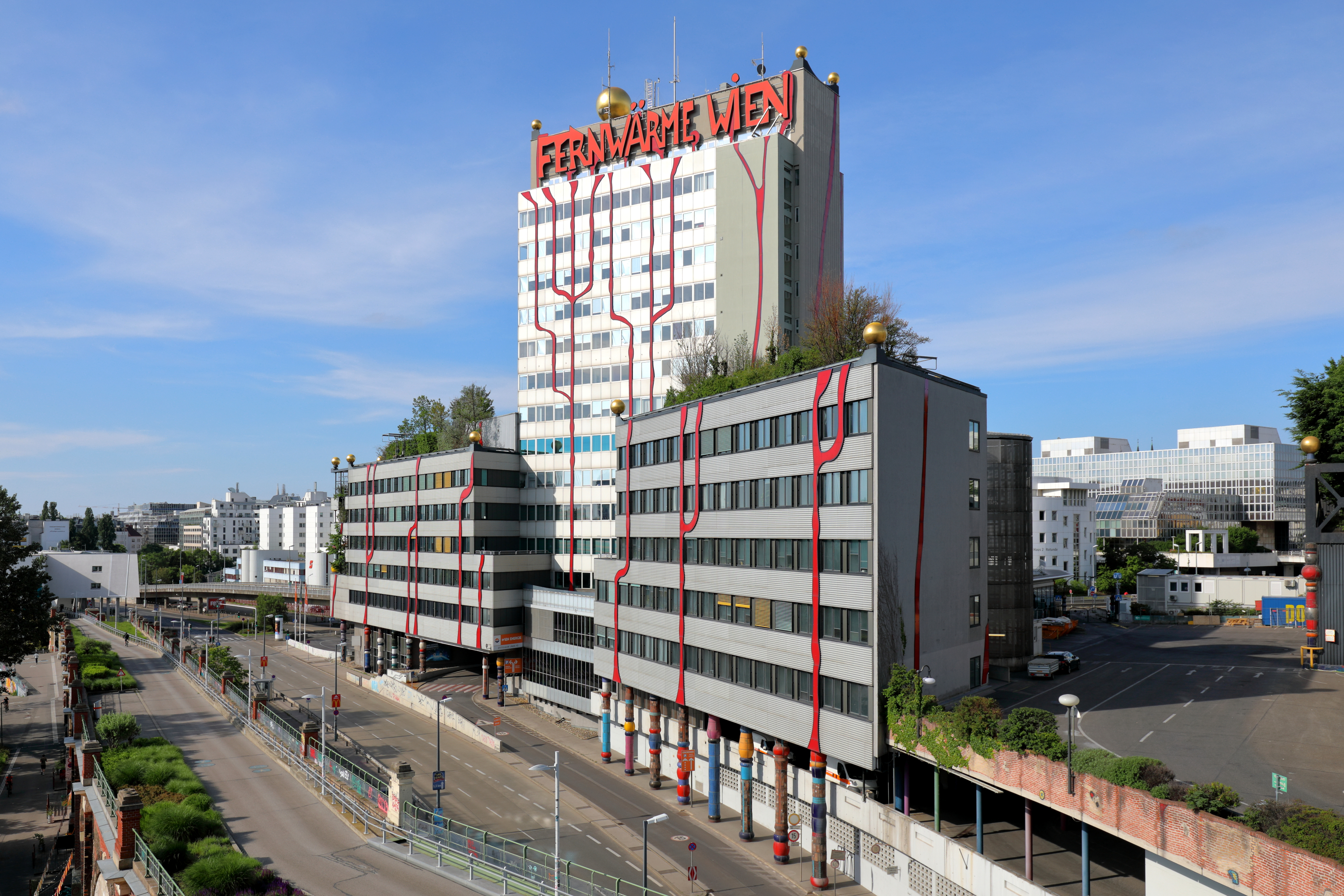
Fernwärmezentrale in Wien

In Wien existiert Österreichs größtes Fernwärmenetz, welches von Wien Energie betrieben wird. Im Geschäftsjahr 2004/2005 wurden 5.163 GWh verkauft, davon 1.602 GWh an insgesamt 251.224 Privatwohnungen und 3.561 GWh an insgesamt 5.211 Großkunden. Die Erzeugung erfolgt zu einem geringen Teil von 22 % in den drei großen Müllverbrennungsanlagen, Spittelau, Simmeringer Haide und Flötzersteig, die neben rund 116 GWh elektrischer Energie rund 1.220 GWh an Fernwärme produzieren. 50 % der erzeugten Fernwärme stammt aus fossilen kalorischen Kraftwerken wie dem Kraftwerk Simmering und wird dort aus dem Primärenergieträger Erdgas gewonnen. Die restlichen 20 % der Fernwärme werden von großen Spitzenlastheizwerken aus Erdgas erzeugt. Weiters gibt es in Wien das mit Stand 2010 größte Biomassekraftwerk Simmering, welches ca. 1 % der Fernwärme liefert und 12.000 Haushalte mit Fernwärme versorgt.
Im Februar 2022 begannen die Bauarbeiten für zwei Groß-Wärmepumpen mit zusammen 110 MW, mit deren Hilfe bisher ungenutzte Energie aus dem Abwasser der Hauptkläranlage Wien in das Fernwärmenetz der Stadt eingespeist werden soll. Bei Fertigstellung soll die Anlage eine der leistungsstärksten Wärmepumpenanlagen Europas sein und Wärme für 112.000 Haushalte liefern. Die Inbetriebsetzung der ersten Ausbaustufe war für Ende 2023 vorgesehen. Dieser Termin wurde jedoch auf 2025 verschoben.
Ferner existiert parallel dazu in Wien ein kleineres Netz für Fernkälte. 2014 errichtete die Stadt ein weiteres erdgasbefeuertes Fernheizwerk im Arsenal mit einer Leistung von 340 MW und kann damit bereits mit allen Anlagen über 1300 MW Fernwärme aus Gas in Heizkesseln erzeugen.

#### Kärnten
Am 12. August 1947 fand die Grundsteinlegung für das erste Fernheizwerk Österreichs in Klagenfurt statt, welches im März 1949 in Betrieb ging. Die erste Ausbaustufe hatte eine Leistung von 10 MW und eine Netz-Vorlauftemperatur von 180 °C. 1953 betrug die Wärmespitzenleistung des Netzes bereits 33 MW. Im Jahre 2012 wurden jährlich rund 450 GWh an Fernwärme in das Netz eingespeist. In den letzten Jahren wurde die Erzeugung der Fernwärme für Klagenfurt fast vollständig auf erneuerbare Energie umgestellt.
In Kärnten wurden viele Biomasseheizwerke (so z. B. Rennweg am Katschberg, Klagenfurt-Emmersdorf) aufgebaut um die CO2-Bilanz zu verbessern.

### Schweden
In Schweden sind Fernwärmesysteme von großer Bedeutung, nahezu jede Gemeinde verfügt über ein Fernwärmenetz. Insgesamt werden ca. 57 % des Heizwärmebedarfs von Privathaushalten und Gewerbe durch Fernwärme gedeckt. Bis Ende der 1970er Jahre wurde die Wärme fast ausschließlich durch Ölfeuerung erzeugt, anschließend wurden die Systeme infolge der Ölkrisen rasch auf alternative Brennstoffe umgestellt. Mit Stand 2014 ist Biomasse der wichtigste Brennstoff, zudem wird Abfall in Müllheizkraftwerken verstromt und Überschusswärme in die Fernwärmenetze eingespeist. Fossile Energieträger werden in der Fernwärmeversorgung hingegen kaum noch genutzt. Seit den 1980er Jahren wurde auch eine Reihe von Großwärmepumpen installiert, um die Wärmenetze zu speisen. Insgesamt wurden zwischen 1981 und 2013 Großwärmepumpen mit einer Heizleistung von 1523 MW errichtet, von denen 2013 ein großer Teil (ca. 80 %) weiterhin in Betrieb war.
Stockholm verfügt über ein großes Fernwärmenetz, das jährlich einen Wärmebedarf von mehr als 12 TWh deckt und etwa die Hälfte der Haushalte der Region mit Wärme versorgt. Seinen Ursprung hat es in den 1950er Jahren, anschließend wurde es ausgebaut und wuchs es aus verschiedenen Zellen zusammen. Auch heute besteht es noch aus zwei unabhängigen Systemen, die von verschiedenen Unternehmen betrieben werden; ein technischer Zusammenschluss der beiden Netze ist in Planung. Insgesamt verfügt das Netz über eine installierte Wärmeleistung von 4,8 GW. Neben mehreren Heizkraftwerken mit einer elektrischen Leistung von 556 MW wird das Stockholmer Wärmnetz als eines von bisher nur wenigen Fernwärmesystemen weltweit von einer Reihe Großwärmepumpen mit Heizwärme versorgt. Diese liefern bei einer elektrischen Leistung von 200 MW eine Wärmeleistung von 660 MW. Der COP dieser Anlagen liegt zwischen 3,3 und 3,5. Zudem sind auch noch elektrische Heizkessel mit einer Leistung von 300 MW installiert (Stand 2017). Mit Stand 2022 stammten 98 % der Wärmeenergie in Stockholms Fernwärmenetz aus erneuerbarer oder recycelter Energie. Eine wichtige Rolle spielen insbesondere die Großwärmepumpen, die ihre Wärme u. a. aus Industrieabwärme, Abwasser, Rechenzentren, sowie in Form von Umweltwärme aus der Ostsee beziehen. Zudem soll zukünftige Abwärme aus einem Umspannwerk gewonnen werden. Ziel ist es, das Wärmenetz bis 2025 komplett ohne fossile Energien zu betreiben und durch Einsatz von BECCS-Technologie in einem Biomasse-Heizwerk in Summe negative Emissionen zu realisieren, d. h. der Luft aktiv Kohlenstoffdioxid zu entziehen.

### Schweiz

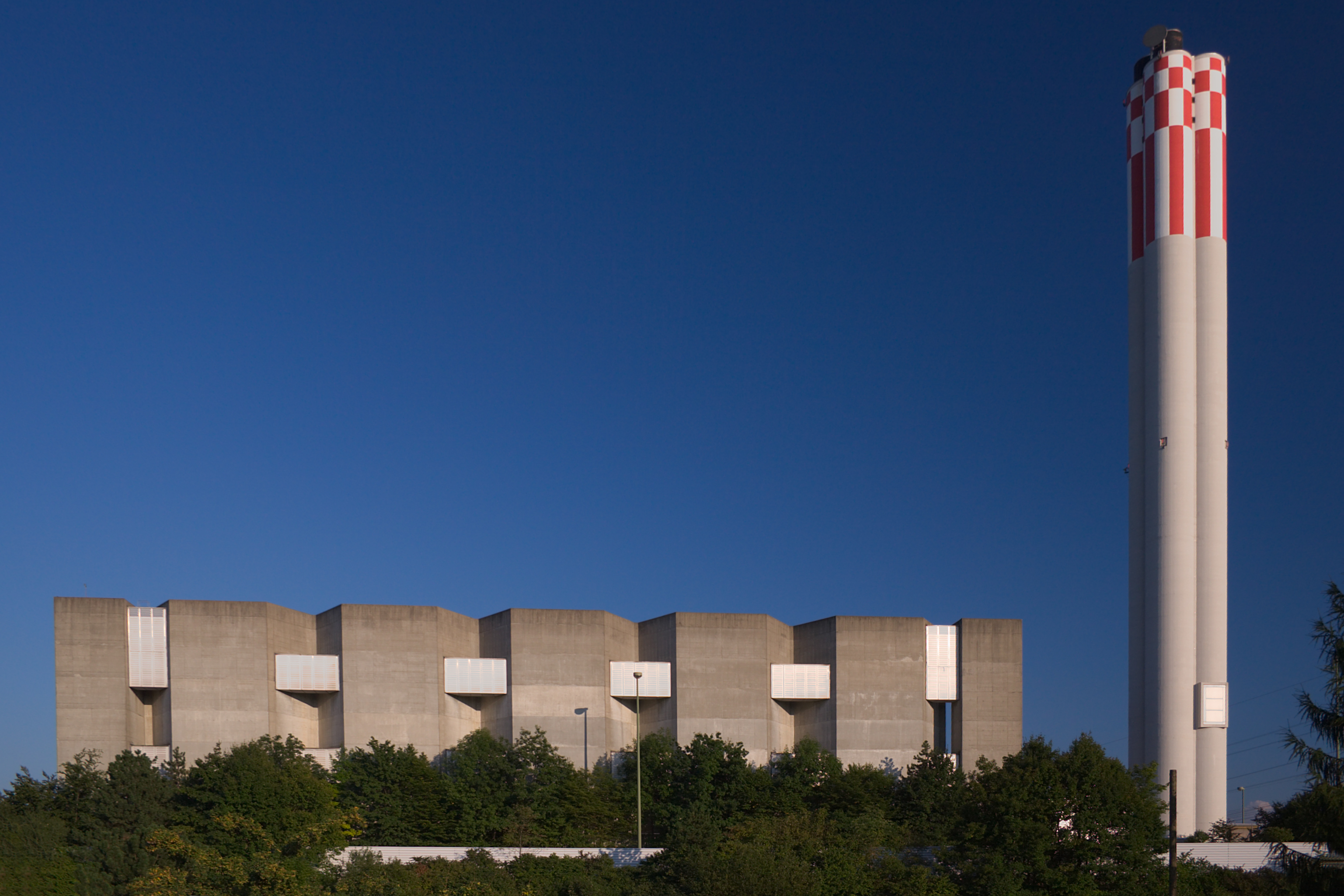
Fernwärme-Heizkraftwerk in Zürich

In der Schweiz liegt der Anteil der Fernwärme an der gesamten Wärmeversorgung bei 3,5 %.

#### Basel
Das Fernwärmenetz in Basel ist 198,2 km (Stand 2004) lang. Jährlich kommen nach Angaben der Netzbetreiberin IWB (Industrielle Werke Basel) einige Kilometer dazu. Angeschlossen sind neben Krankenhäusern, öffentlichen Gebäuden, Industrie- und Gewerbebetrieben rund 40.000 Wohnungen. Das Fernwärmeversorgungsgebiet wurde 1979 festgelegt. In diesem Gebiet besteht für alle Häuser eine Anschlusspflicht. 2004 wurden in Basel 1.003 GWh Fernwärme produziert, davon 55 % aus Erdgas, Schlamm und Öl sowie 45 % aus Kehricht (Müll).
Das Fernwärmenetz in Basel ist seit 1942 in Betrieb. Es ist eine Heißwasseranlage. Heute hat das Fernwärmesystem drei Zentralen (Fernheizkraftwerk Voltastraße, Kehrichtverwertungsanlage und Heizkraftwerk Bahnhof SBB). Im Fernheizkraftwerk Voltastraße wird Erdgas in Wärme und Strom umgesetzt. Die gewonnene Wärme wird durch ein ringförmig angelegtes, gut wärmegedämmtes Leitungsnetz unterirdisch im ganzen Fernwärmegebiet verteilt und der produzierte Strom ins Netz eingespeist.

#### Unteres Aaretal
Im unteren Aaretal existiert ein räumlich relativ ausgedehntes Fernwärmenetz (Regionale Fernwärme unteres Aaretal-REFUNA), das hauptsächlich durch Wärmeauskopplung aus dem Kernkraftwerk Beznau versorgt wird. Die Gesamtlänge des Fernwärmenetzes beträgt 134 km, wobei 36 km auf das Hauptnetz entfallen. 11 Gemeinden sind an das Fernwärmenetz angeschlossen, insgesamt werden etwa 15.000 Bewohner mit 170 GWh Wärme jährlich versorgt.
Der Aufbau des Fernwärmenetzes wurde Anfang der 1980er Jahre als Reaktion auf die Ölkrise begonnen, im Winter 1983/84 wurde das Paul Scherer Institut in der Nähe des Kernkraftwerks als erster Abnehmer an das Netz angeschlossen.
Für die Fernwärmeausspeisung im KKW wird Dampf nach den Hochdruckturbinen mit 127 °C in einen Wärmetauscher geleitet, wo er das unter Druck stehende Wasser im Fernwärmenetz auf 120 °C erhitzt. Beide Blöcke des KKW können Fernwärme ausspeisen, sodass diese auch zur Verfügung steht, wenn ein Block in Revision ist. Zur weiteren Erhöhung der Verfügbarkeit existieren vier ölbefeuerte Heizwerke. Bei maximaler Wärmeauskopplung wird die elektrische Leistung des KKW um bis zu 7,5 MW reduziert.

### Weiteres Mittel- und Osteuropa

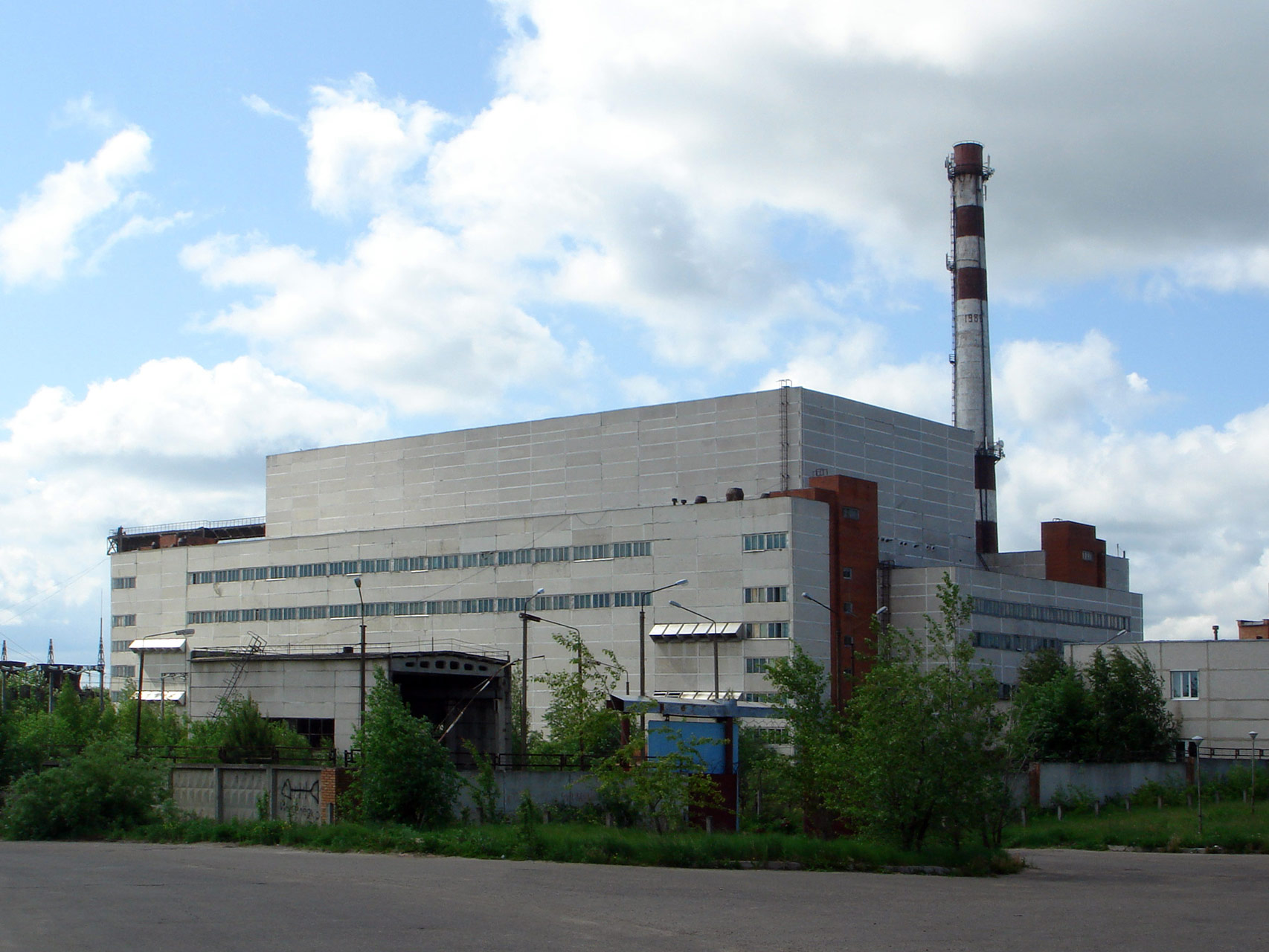
Das Kernheizwerk Gorki in Russland

Auf dem Gebiet der ehemaligen sozialistischen Staaten des Warschauer Pakts existieren in vielen Städten umfangreiche Fernwärmenetze. Dies liegt unter anderem daran, dass in diesen Staaten keine privatrechtlichen Hemmnisse gegen den Ausbau der Fernwärme bestanden. Die Rohrleitungen waren häufig von schlechter Qualität auf Grund der Verwendung minderwertiger Rohstoffe. Insbesondere die verwendete Wärmedämmung aus Glas- oder Mineralfaserwolle zeichnete sich oft durch eine unverhältnismäßig hohe Wärmeleitfähigkeit und eine geringe Lebensdauer aus. Dies führte in strengen Wintern nicht selten zum Einfrieren der Leitungen, wodurch auch alle angeschlossenen Heizungen ausfielen. Begünstigt wurde das Einfrieren der Rohrleitungen dadurch, dass häufiger Freileitungen verlegt wurden, die anders als erdverlegte Rohrleitungen der Witterung ausgesetzt sind. Aktuell werden in den Staaten viele Fernwärmenetze saniert und auf den heutigen Standard gebracht, weshalb mittlerweile auch dort marktnah Kunststoffmantelverbundrohre nach aktuellem europäischen Standard (EN 253) gefertigt werden.
In Russland wurde noch 1983 in den Städten Woronesch und Gorki (heute Nischni Nowgorod) angefangen, die Kernheizwerke Woronesch und Gorki zu bauen, um mit der im Reaktor entstehenden Wärme die Städte mit Fernwärme zu versorgen. Beide Projekte wurden aufgegeben. In Betrieb befindliche Anlagen, die Fernwärme aus Kernenergie gewinnen, sind unter anderem in Russland das Kernkraftwerk Bilibino und in der Slowakei das Kernkraftwerk Bohunice mit dessen Anlage V2.